# Liste der Spiele des portugiesischen Fußball-Supercups
Die Liste enthält die Spiele um den portugiesischen Fußball-Supercup mit allen statistischen Details.

## 1979
| FC Porto                                     | FC Porto | Boavista Porto | Boavista Porto |
| -------------------------------------------- | --- | --- | -------------- |
| FC Porto                                     | \| 17. August 1979 in Porto (Estádio das Antas) \| \| Ergebnis: 1:2 (0:1) \| \| Schiedsrichter: Silva Pereira \| | \| 17. August 1979 in Porto (Estádio das Antas) \| \| Ergebnis: 1:2 (0:1) \| \| Schiedsrichter: Silva Pereira \| | Boavista Porto |
| FC Porto                                     | João Fonseca – Jacinto Simões (62. Francisco Vital), Carlos Simões , Alfredo Murça – Quinito (46. Duda), Rodolfo Reis, António Frasco, Romeu Silva – Fernando Gomes, José Alberto Costa, Albertino Pereira Cheftrainer: José Maria Pedroto | Luís Matos – António Taí, Adão da Silva, Artur Nogueira – Eliseu (76. Fernando Folha), Óscar, Ailton Ballesteros, Manuel Barbosa – Salvador Almeida, Júlio Augusto, Mário Moinhos (46. Queiró) Cheftrainer: Mário Goulart Lino | Boavista Porto |
| FC Porto                                     | 1:2 Romeu Silva (78.) | 0:1 Júlio Augusto (2.) 0:2 Júlio Augusto (72.) | Boavista Porto |
| FC Porto                                     | Queiró (82.), Manuel Barbosa (90.) | | Boavista Porto |
| 17. August 1979 in Porto (Estádio das Antas) | | |                |
| Ergebnis: 1:2 (0:1)                          | | |                |
| Schiedsrichter: Silva Pereira                | | |                |

## 1980

### Hinspiel
| Sporting Lissabon                                      | Sporting Lissabon | Benfica Lissabon | Benfica Lissabon |
| ------------------------------------------------------ | --- | --- | ---------------- |
| Sporting Lissabon                                      | \| 10. September 1980 in Lissabon (Estádio José Alvalade) \| \| Ergebnis: 2:2 (0:2) \| \| Schiedsrichter: Vítor Correia \| | \| 10. September 1980 in Lissabon (Estádio José Alvalade) \| \| Ergebnis: 2:2 (0:2) \| \| Schiedsrichter: Vítor Correia \| | Benfica Lissabon |
| Sporting Lissabon                                      | António Vaz – Francisco Barão, Eurico Gomes, Augusto Inácio – Zezinho, Ademar Marques, Lito – Manoel Costa (30. Carlos Freire), Salvador Almeida (46. Dilson Santos), Rui Jordão, Manuel Fernandes Cheftrainer: Fernando Mendes | Manuel Bento – Humberto Coelho, João Laranjeira, Frederico Rosa, António Bastos Lopes – Shéu, Carlos Manuel, João Alves, Fernando Chalana (81. José Luís) – Nené, César (45. Francisco Vital) Cheftrainer: Lajos Baróti ( Ungarn) | Benfica Lissabon |
| Sporting Lissabon                                      | 1:2 Rui Jordão (59., Elfm.) 2:2 Rui Jordão (67.) | 0:1 Carlos Manuel (10.) 0:2 César (42.) | Benfica Lissabon |
| Sporting Lissabon                                      | Carlos Manuel, Fernando Chalana | | Benfica Lissabon |
| 10. September 1980 in Lissabon (Estádio José Alvalade) | | |                  |
| Ergebnis: 2:2 (0:2)                                    | | |                  |
| Schiedsrichter: Vítor Correia                          | | |                  |

### Rückspiel
| Benfica Lissabon                              | Benfica Lissabon | Sporting Lissabon | Sporting Lissabon |
| --------------------------------------------- | --- | --- | ----------------- |
| Benfica Lissabon                              | \| 29. Oktober 1980 in Lissabon (Estádio da Luz) \| \| Ergebnis: 2:1 (1:1) \| \| Zuschauer: 40.000 \| \| Schiedsrichter: Nemésio de Castro \|                                                                                               | \| 29. Oktober 1980 in Lissabon (Estádio da Luz) \| \| Ergebnis: 2:1 (1:1) \| \| Zuschauer: 40.000 \| \| Schiedsrichter: Nemésio de Castro \|                                                                                      | Sporting Lissabon |
| Benfica Lissabon                              | António Botelho – Carlos Alhinho, António Bastos Lopes, Frederico Rosa, António Veloso, Minervino Pietra – Carlos Manuel, João Alves (72. José Luís) – Nené , César (46. Joel Almeida), Francisco Vital Cheftrainer: Lajos Baróti ( Ungarn) | António Fidalgo – Eurico Gomes, Augusto Inácio, Francisco Barão (74. Carlos Freire), Vitorino Bastos – Ademar Marques, Samuel Fraguito – Manoel Costa, Salvador Almeida, Rui Jordão, Manuel Fernandes Cheftrainer: Fernando Mendes | Sporting Lissabon |
| Benfica Lissabon                              | 1:1 Nené (43.) 2:1 Francisco Vital (86.) | 0:1 Rui Jordão (22., Elfm.) | Sporting Lissabon |
| Benfica Lissabon                              | António Bastos Lopes (33.) | Manoel Costa (33.), Francisco Barão (40.), Vitorino Bastos (43.), Augusto Inácio (61.) | Sporting Lissabon |
| 29. Oktober 1980 in Lissabon (Estádio da Luz) | | |                   |
| Ergebnis: 2:1 (1:1)                           | | |                   |
| Zuschauer: 40.000                             | | |                   |
| Schiedsrichter: Nemésio de Castro             | | |                   |

## 1981

### Hinspiel
| Benfica Lissabon                              | Benfica Lissabon | FC Porto | FC Porto |
| --------------------------------------------- | --- | --- | -------- |
| Benfica Lissabon                              | \| 1. Dezember 1981 in Lissabon (Estádio da Luz) \| \| Ergebnis: 2:0 (2:0) \| \| Schiedsrichter: António Garrido \| | \| 1. Dezember 1981 in Lissabon (Estádio da Luz) \| \| Ergebnis: 2:0 (2:0) \| \| Schiedsrichter: António Garrido \| | FC Porto |
| Benfica Lissabon                              | Manuel Bento – António Veloso, Álvaro Magalhães, Alberto Bastos Lopes, Humberto Coelho – Shéu, João Alves (78. Jorge Gomes Filho), José Luís, Fernando Chalana – Reinaldo Gomes, Nené (38. César) Cheftrainer: Lajos Baróti ( Ungarn) | João Fonseca – Gabriel Mendes, Carlos Simões , Fernando Freitas – António Sousa (46. António Lima Pereira), Adelino Teixeira (70. João Pinto), Romeu Silva – Albertino Pereira, Mickey Walsh, Jacques Pereira, José Alberto Costa Cheftrainer: Hermann Stessl ( Österreich) | FC Porto |
| Benfica Lissabon                              | 1:0 Nené (7.) 2:0 Nené (29.) | | FC Porto |
| Benfica Lissabon                              | Alberto Bastos Lopes, Humberto Coelho | Fernando Freitas | FC Porto |
| 1. Dezember 1981 in Lissabon (Estádio da Luz) | | |          |
| Ergebnis: 2:0 (2:0)                           | | |          |
| Schiedsrichter: António Garrido               | | |          |

### Rückspiel
| FC Porto                                      | FC Porto | Benfica Lissabon | Benfica Lissabon |
| --------------------------------------------- | --- | --- | ---------------- |
| FC Porto                                      | \| 8. Dezember 1981 in Porto (Estádio das Antas) \| \| Ergebnis: 4:1 (1:0) \| \| Schiedsrichter: Alder Dante \| | \| 8. Dezember 1981 in Porto (Estádio das Antas) \| \| Ergebnis: 4:1 (1:0) \| \| Schiedsrichter: Alder Dante \|                                                                                     | Benfica Lissabon |
| FC Porto                                      | João Fonseca – Gabriel Mendes, Carlos Simões , António Lima Pereira, Fernando Freitas – Jaime Pacheco (46. João Pinto), Romeu Silva, Jaime Magalhães (87. Júlio Carlos) – Jacques Pereira, Mickey Walsh, José Alberto Costa Cheftrainer: Hermann Stessl ( Österreich) | Manuel Bento – António Bastos Lopes, António Veloso, Álvaro Magalhães, Alberto Bastos Lopes – Shéu, João Alves, José Luís, Fernando Chalana – Nené, Jorge Gomes Cheftrainer: Lajos Baróti ( Ungarn) | Benfica Lissabon |
| FC Porto                                      | 1:0 Jacques Pereira (27.) 2:1 Jacques Pereira (65.) 3:1 Jacques Pereira (70.) 4:1 José Alberto Costa (79.) | 1:1 Jorge Gomes (58.) | Benfica Lissabon |
| FC Porto                                      | João Pinto (46.), José Alberto Costa (48.), Fernando Freitas (76.) | António Bastos Lopes (48.), Alberto Bastos Lopes (63.) | Benfica Lissabon |
| 8. Dezember 1981 in Porto (Estádio das Antas) | | |                  |
| Ergebnis: 4:1 (1:0)                           | | |                  |
| Schiedsrichter: Alder Dante                   | | |                  |

## 1982

### Hinspiel
| Sporting Braga                                      | Sporting Braga | Sporting Lissabon | Sporting Lissabon |
| --------------------------------------------------- | --- | --- | ----------------- |
| Sporting Braga                                      | \| 9. Oktober 1982 in Braga (Estádio Primeiro de Maio) \| \| Ergebnis: 2:1 (2:0) \| \| Schiedsrichter: Armando Paraty \|                                                                                                 | \| 9. Oktober 1982 in Braga (Estádio Primeiro de Maio) \| \| Ergebnis: 2:1 (2:0) \| \| Schiedsrichter: Armando Paraty \|                                                                                   | Sporting Lissabon |
| Sporting Braga                                      | Valter Onofre – Manuel Guedes, João Cardoso, António Paris, Artur Correia – Vítor Oliveira, Vítor Santos, José Germano – Wando (65. Manoel Costa), Armando Fontes, Jorge Gomes (42. Fernando Malheiro) Cheftrainer: Juca | Ferenc Mészáros – Virgílio Lopes, Uchoa, José Eduardo, Dušan Bukovac – Zezinho (46. Kikas), Vitorino Bastos, Francisco Barão, Wanjo Kostow – Carlos Freire, Manuel Fernandes Cheftrainer: António Oliveira | Sporting Lissabon |
| Sporting Braga                                      | 1:0 Jorge Gomes (12.) 2:0 Armando Fontes (31.) | 2:1 Carlos Freire (77.) | Sporting Lissabon |
| Sporting Braga                                      | Armando Fontes (86.) | José Eduardo (85.) | Sporting Lissabon |
| 9. Oktober 1982 in Braga (Estádio Primeiro de Maio) | | |                   |
| Ergebnis: 2:1 (2:0)                                 | | |                   |
| Schiedsrichter: Armando Paraty                      | | |                   |

### Rückspiel
| Sporting Lissabon                                     | Sporting Lissabon | Sporting Braga | Sporting Braga |
| ----------------------------------------------------- | --- | --- | -------------- |
| Sporting Lissabon                                     | \| 14. Dezember 1982 in Lissabon (Estádio José Alvalade) \| \| Ergebnis: 6:1 (2:0) \| \| Schiedsrichter: Francisco Silva \|                                                                                           | \| 14. Dezember 1982 in Lissabon (Estádio José Alvalade) \| \| Ergebnis: 6:1 (2:0) \| \| Schiedsrichter: Francisco Silva \|                                                                                    | Sporting Braga |
| Sporting Lissabon                                     | Ferenc Mészáros – Marinho, Virgílio Lopes, Kikas (74. José Eduardo), Wanjo Kostow – Carlos Xavier, Mário Jorge, Lito – Rui Jordão, Manuel Fernandes , Carlos Freire (68. Dušan Bukovac) Cheftrainer: António Oliveira | Valter Onofre – Dito, Artur Correia, António Paris, Manuel Guedes (58. Vítor Oliveira), João Cardoso – Vítor Santos, José Germano (52. Adriano Spencer) – Wando, Jorge Gomes, Armando Fontes Cheftrainer: Juca | Sporting Braga |
| Sporting Lissabon                                     | 1:0 Manuel Fernandes (2.) 2:0 Rui Jordão (9.) 3:0 Rui Jordão (64.) 4:0 Lito (67.) 5:0 Manuel Fernandes (81.) 6:0 Manuel Fernandes (84.)                                                                               | 6:1 Vítor Oliveira (86.) | Sporting Braga |
| Sporting Lissabon                                     | Carlos Manuel, Fernando Chalana | | Sporting Braga |
| 14. Dezember 1982 in Lissabon (Estádio José Alvalade) | | |                |
| Ergebnis: 6:1 (2:0)                                   | | |                |
| Schiedsrichter: Francisco Silva                       | | |                |

## 1983

### Hinspiel
| FC Porto                                      | FC Porto | Benfica Lissabon | Benfica Lissabon |
| --------------------------------------------- | --- | --- | ---------------- |
| FC Porto                                      | \| 8. Dezember 1983 in Porto (Estádio das Antas) \| \| Ergebnis: 0:0 \| \| Schiedsrichter: Ezequiel Feijão \| | \| 8. Dezember 1983 in Porto (Estádio das Antas) \| \| Ergebnis: 0:0 \| \| Schiedsrichter: Ezequiel Feijão \| | Benfica Lissabon |
| FC Porto                                      | Zé Beto – António Lima Pereira , Eduardo Luís, João Pinto, Eurico Gomes (55. Teixeirinha) – António Frasco, António Sousa, Jaime Pacheco, Vermelhinho – Jaime Magalhães (75. Bobó), Jacques Pereira Cheftrainer: António Morais | Manuel Bento – Minervino Pietra, Álvaro Magalhães, António Bastos Lopes, António Oliveira – Shéu, José Luís, Carlos Manuel – Nené (73. Glenn Strömberg), Fernando Chalana, Zoran Filipović (62. Diamantino Miranda) Cheftrainer: Sven-Göran Eriksson ( Schweden) | Benfica Lissabon |
| 8. Dezember 1983 in Porto (Estádio das Antas) | | |                  |
| Ergebnis: 0:0                                 | | |                  |
| Schiedsrichter: Ezequiel Feijão               | | |                  |

### Rückspiel
| Benfica Lissabon                               | Benfica Lissabon | FC Porto | FC Porto |
| ---------------------------------------------- | --- | --- | -------- |
| Benfica Lissabon                               | \| 14. Dezember 1983 in Lissabon (Estádio da Luz) \| \| Ergebnis: 1:2 (1:1) \| \| Schiedsrichter: Veiga Trigo \| | \| 14. Dezember 1983 in Lissabon (Estádio da Luz) \| \| Ergebnis: 1:2 (1:1) \| \| Schiedsrichter: Veiga Trigo \| | FC Porto |
| Benfica Lissabon                               | Manuel Bento – Minervino Pietra, Álvaro Magalhães, António Bastos Lopes, António Oliveira (70. Shéu) – Fernando Chalana, Diamantino Miranda (65. Nené), Glenn Strömberg, Carlos Manuel – José Luís, Michael Manniche Cheftrainer: Sven-Göran Eriksson ( Schweden) | Zé Beto – António Lima Pereira , Eduardo Luís, João Pinto, Eurico Gomes – António Frasco (46. Quinito), António Sousa, Jaime Pacheco, Vermelhinho – Jaime Magalhães (37. José Semedo), Jacques Pereira Cheftrainer: António Morais | FC Porto |
| Benfica Lissabon                               | 1:0 Michael Manniche (12.) | 1:1 António Frasco (20.) 1:2 Vermelhinho (64.) | FC Porto |
| Benfica Lissabon                               | Manuel Bento, Álvaro Magalhães, Diamantino Miranda, Carlos Manuel | António Frasco, Jaime Pacheco | FC Porto |
| 14. Dezember 1983 in Lissabon (Estádio da Luz) | | |          |
| Ergebnis: 1:2 (1:1)                            | | |          |
| Schiedsrichter: Veiga Trigo                    | | |          |

## 1984

### Hinspiel
| Benfica Lissabon                           | Benfica Lissabon | FC Porto | FC Porto |
| ------------------------------------------ | --- | --- | -------- |
| Benfica Lissabon                           | \| 27. März 1985 in Lissabon (Estádio da Luz) \| \| Ergebnis: 1:0 (0:0) \| \| Schiedsrichter: Carlos Valente \| | \| 27. März 1985 in Lissabon (Estádio da Luz) \| \| Ergebnis: 1:0 (0:0) \| \| Schiedsrichter: Carlos Valente \|                                                                                              | FC Porto |
| Benfica Lissabon                           | Manuel Bento – Minervino Pietra (78. Carlos Pereira), Álvaro Magalhães, António Bastos Lopes, António Oliveira – José Luís, Diamantino Miranda, Carlos Manuel, Adelino Nunes – Michael Manniche, Jorge Silva Cheftrainer: Pál Csernai ( Ungarn) | Zé Beto – João Pinto, Augusto Inácio (75. Mickey Walsh), Eurico Gomes, Eduardo Luís – Quinito, Quim, António Frasco (46. Vermelhinho), António André – Fernando Gomes , Paulo Futre Cheftrainer: Artur Jorge | FC Porto |
| Benfica Lissabon                           | 1:0 Michael Manniche (56.) | | FC Porto |
| Benfica Lissabon                           | Paulo Futre | | FC Porto |
| 27. März 1985 in Lissabon (Estádio da Luz) | | |          |
| Ergebnis: 1:0 (0:0)                        | | |          |
| Schiedsrichter: Carlos Valente             | | |          |

### Rückspiel
| FC Porto                                    | FC Porto | Benfica Lissabon | Benfica Lissabon |
| ------------------------------------------- | --- | --- | ---------------- |
| FC Porto                                    | \| 17. April 1985 in Porto (Estádio das Antas) \| \| Ergebnis: 1:0 (0:0) \| \| Schiedsrichter: Rosa Santos \| | \| 17. April 1985 in Porto (Estádio das Antas) \| \| Ergebnis: 1:0 (0:0) \| \| Schiedsrichter: Rosa Santos \| | Benfica Lissabon |
| FC Porto                                    | Zé Beto – Augusto Inácio (46. José Semedo), António Lima Pereira (46. Eduardo Luís), João Pinto, Eurico Gomes – Quim, Vermelhinho, António André – Paulo Futre, Fernando Gomes , Jaime Magalhães Cheftrainer: Artur Jorge | Manuel Bento – Minervino Pietra, Álvaro Magalhães, António Bastos Lopes, António Oliveira – José Luís, Diamantino Miranda, Carlos Manuel, Adelino Nunes – Michael Manniche, Wando (82. Shéu) Cheftrainer: Pál Csernai ( Ungarn) | Benfica Lissabon |
| FC Porto                                    | 1:0 Vermelhinho (87.) | | Benfica Lissabon |
| FC Porto                                    | Adelino Nunes (39.), Carlos Manuel (74.) | | Benfica Lissabon |
| 17. April 1985 in Porto (Estádio das Antas) | | |                  |
| Ergebnis: 1:0 (0:0)                         | | |                  |
| Schiedsrichter: Rosa Santos                 | | |                  |

### Hinspiel (Wiederholung)
| FC Porto                                  | FC Porto | Benfica Lissabon | Benfica Lissabon |
| ----------------------------------------- | --- | --- | ---------------- |
| FC Porto                                  | \| 16. Mai 1985 in Porto (Estádio das Antas) \| \| Ergebnis: 3:0 (2:0) \| \| Schiedsrichter: Raúl Ribeiro \|                                                                                           | \| 16. Mai 1985 in Porto (Estádio das Antas) \| \| Ergebnis: 3:0 (2:0) \| \| Schiedsrichter: Raúl Ribeiro \| | Benfica Lissabon |
| FC Porto                                  | Zé Beto – Augusto Inácio (82. José Semedo), António Lima Pereira, João Pinto, Eurico Gomes – Quim, António Frasco, Vermelhinho, Jaime Magalhães – Paulo Futre, Fernando Gomes Cheftrainer: Artur Jorge | Manuel Bento – Minervino Pietra, Álvaro Magalhães, António Bastos Lopes, António Oliveira – José Luís, Diamantino Miranda, Carlos Manuel, Shéu – Michael Manniche, Tozé Santos (46. Jorge Silva) Cheftrainer: Pál Csernai ( Ungarn) | Benfica Lissabon |
| FC Porto                                  | 1:0 Vermelhinho (5.) 2:0 Fernando Gomes (37.) 3:0 Fernando Gomes (88.) | | Benfica Lissabon |
| 16. Mai 1985 in Porto (Estádio das Antas) | | |                  |
| Ergebnis: 3:0 (2:0)                       | | |                  |
| Schiedsrichter: Raúl Ribeiro              | | |                  |

### Rückspiel (Wiederholung)
| Benfica Lissabon                          | Benfica Lissabon | FC Porto | FC Porto |
| ----------------------------------------- | --- | --- | -------- |
| Benfica Lissabon                          | \| 30. Mai 1985 in Lissabon (Estádio da Luz) \| \| Ergebnis: 0:1 (0:1) \| \| Schiedsrichter: Santos Ruivo \| | \| 30. Mai 1985 in Lissabon (Estádio da Luz) \| \| Ergebnis: 0:1 (0:1) \| \| Schiedsrichter: Santos Ruivo \| | FC Porto |
| Benfica Lissabon                          | Manuel Bento – Minervino Pietra, Álvaro Magalhães, António Bastos Lopes, António Oliveira – Adelino Nunes, José Luís, Diamantino Miranda, Carlos Manuel (63. Wando) – Michael Manniche, Nené (46. Jorge Silva) Cheftrainer: Pál Csernai ( Ungarn) | Zé Beto – Augusto Inácio, António Lima Pereira, João Pinto, Eurico Gomes (75. Eduardo Luís) – Quim, António Frasco, Vermelhinho, Jaime Magalhães (52. José Semedo) – Paulo Futre, Fernando Gomes Cheftrainer: Artur Jorge | FC Porto |
| Benfica Lissabon                          | 0:1 Paulo Futre (30.) | | FC Porto |
| 30. Mai 1985 in Lissabon (Estádio da Luz) | | |          |
| Ergebnis: 0:1 (0:1)                       | | |          |
| Schiedsrichter: Santos Ruivo              | | |          |

## 1985

### Hinspiel
| Benfica Lissabon                               | Benfica Lissabon | FC Porto | FC Porto |
| ---------------------------------------------- | --- | --- | -------- |
| Benfica Lissabon                               | \| 20. November 1985 in Lissabon (Estádio da Luz) \| \| Ergebnis: 1:0 (1:0) \| \| Schiedsrichter: João Rosa \| | \| 20. November 1985 in Lissabon (Estádio da Luz) \| \| Ergebnis: 1:0 (1:0) \| \| Schiedsrichter: João Rosa \|                                                                                      | FC Porto |
| Benfica Lissabon                               | Manuel Bento – António Bastos Lopes, António Veloso, Álvaro Magalhães, António Oliveira – Adelino Nunes, Diamantino Miranda, Shéu – Michael Manniche, Nené (65. Rui Pedro), Wando (64. Minervino Pietra) Cheftrainer: John Mortimore ( England) | Zé Beto – João Pinto , Eduardo Luís, António Lima Pereira, Laureta – Vermelhinho, José Semedo, António André – Fernando Gomes, Paulo Futre (46. João Festas), Rabah Madjer Cheftrainer: Artur Jorge | FC Porto |
| Benfica Lissabon                               | 1:0 Diamantino Miranda (38.) | | FC Porto |
| 20. November 1985 in Lissabon (Estádio da Luz) | | |          |
| Ergebnis: 1:0 (1:0)                            | | |          |
| Schiedsrichter: João Rosa                      | | |          |

### Rückspiel
| FC Porto                                      | FC Porto | Benfica Lissabon | Benfica Lissabon |
| --------------------------------------------- | --- | --- | ---------------- |
| FC Porto                                      | \| 4. Dezember 1985 in Porto (Estádio das Antas) \| \| Ergebnis: 0:0 \| \| Schiedsrichter: Fortunato Azevedo \|                                                                                           | \| 4. Dezember 1985 in Porto (Estádio das Antas) \| \| Ergebnis: 0:0 \| \| Schiedsrichter: Fortunato Azevedo \| | Benfica Lissabon |
| FC Porto                                      | Zé Beto – João Pinto , Laureta, António Lima Pereira, João Festas – José Semedo (53. Paulo Ricardo), Elói (27. Juary), António André – Fernando Gomes, Paulo Futre, Rabah Madjer Cheftrainer: Artur Jorge | Manuel Bento – Álvaro Magalhães, António Veloso, Samuel Quina, António Oliveira – Carlos Manuel, Diamantino Miranda (87. César Brito), Shéu – Michael Manniche, Nené, Wando (64. António Bastos Lopes) Cheftrainer: John Mortimore ( England) | Benfica Lissabon |
| FC Porto                                      | João Festas (53.), Rabah Madjer (89.) | Álvaro Magalhães (24.), Carlos Manuel (65.) | Benfica Lissabon |
| 4. Dezember 1985 in Porto (Estádio das Antas) | | |                  |
| Ergebnis: 0:0                                 | | |                  |
| Schiedsrichter: Fortunato Azevedo             | | |                  |

## 1986

### Hinspiel
| FC Porto                                       | FC Porto | Benfica Lissabon | Benfica Lissabon |
| ---------------------------------------------- | --- | --- | ---------------- |
| FC Porto                                       | \| 19. November 1986 in Porto (Estádio das Antas) \| \| Ergebnis: 1:1 (1:1) \| \| Schiedsrichter: Fortunato Azevedo \|                                                                             | \| 19. November 1986 in Porto (Estádio das Antas) \| \| Ergebnis: 1:1 (1:1) \| \| Schiedsrichter: Fortunato Azevedo \| | Benfica Lissabon |
| FC Porto                                       | Zé Beto – João Pinto, Augusto Inácio (31. António Sousa), Celso Gavião, Eduardo Luís – Quim, António André, Jaime Pacheco – Fernando Gomes , Paulo Futre, Jaime Magalhães Cheftrainer: Artur Jorge | Neno – António Veloso , Álvaro Magalhães, António Oliveira, Dito – Diamantino Miranda, Adelino Nunes, Rui Pedro (87. Samuel Quina) – Michael Manniche (20. Rui Águas), Wando, Chiquinho Carlos Cheftrainer: John Mortimore ( England) | Benfica Lissabon |
| FC Porto                                       | 1:1 Fernando Gomes (32.) | 0:1 Rui Pedro (2.) | Benfica Lissabon |
| FC Porto                                       | Eduardo Luís (39.), Quim (79.) | Wando (82.) | Benfica Lissabon |
| 19. November 1986 in Porto (Estádio das Antas) | | |                  |
| Ergebnis: 1:1 (1:1)                            | | |                  |
| Schiedsrichter: Fortunato Azevedo              | | |                  |

### Rückspiel
| Benfica Lissabon                               | Benfica Lissabon | FC Porto | FC Porto |
| ---------------------------------------------- | --- | --- | -------- |
| Benfica Lissabon                               | \| 26. November 1986 in Lissabon (Estádio da Luz) \| \| Ergebnis: 2:4 (0:1) \| \| Schiedsrichter: Carlos Valente \| | \| 26. November 1986 in Lissabon (Estádio da Luz) \| \| Ergebnis: 2:4 (0:1) \| \| Schiedsrichter: Carlos Valente \|                                                                                        | FC Porto |
| Benfica Lissabon                               | Neno – António Veloso , Álvaro Magalhães, António Oliveira (64. Samuel Quina), Dito – Diamantino Miranda, Adelino Nunes, Rui Pedro – Rui Águas, Wando (60. César Brito), Chiquinho Carlos Cheftrainer: John Mortimore ( England) | Zé Beto – João Pinto, Celso Gavião, Eduardo Luís – Jaime Pacheco, Quim, António André, António Frasco (82. Elói) – Fernando Gomes , Paulo Futre, Rabah Madjer (72. António Sousa) Cheftrainer: Artur Jorge | FC Porto |
| Benfica Lissabon                               | 1:2 Diamantino Miranda (67.) 2:4 Dito (88.) | 0:1 Rabah Madjer (36.) 0:2 Paulo Futre (57.) 1:3 Paulo Futre (70.) 1:4 Fernando Gomes (81.) | FC Porto |
| 26. November 1986 in Lissabon (Estádio da Luz) | | |          |
| Ergebnis: 2:4 (0:1)                            | | |          |
| Schiedsrichter: Carlos Valente                 | | |          |

## 1987

### Hinspiel
| Benfica Lissabon                              | Benfica Lissabon | Sporting Lissabon | Sporting Lissabon |
| --------------------------------------------- | --- | --- | ----------------- |
| Benfica Lissabon                              | \| 6. Dezember 1987 in Lissabon (Estádio da Luz) \| \| Ergebnis: 0:3 (0:1) \| \| Schiedsrichter: Sepa Santos \|                                                                                              | \| 6. Dezember 1987 in Lissabon (Estádio da Luz) \| \| Ergebnis: 0:3 (0:1) \| \| Schiedsrichter: Sepa Santos \| | Sporting Lissabon |
| Benfica Lissabon                              | Manuel Bento – Carlos Mozer, Carlos Pereira, Edmundo – Carlos Manuel, Adelino Nunes, Elzo, Tueba Menayame (60. Mats Magnusson), Fernando Chalana (73. Wando) – Rui Águas, Chiquinho Carlos Cheftrainer: Toni | Jorge Vital – Fernando Mendes, João Luís, Virgílio Lopes (68. Mário), Duílio, António Morato – Carlos Xavier, Mário Jorge – Silvinho, Tony Sealy (68. Marlon Brandão), Paulinho Cascavel Cheftrainer: Keith Burkinshaw ( England) | Sporting Lissabon |
| Benfica Lissabon                              | 0:1 Edmundo (20., ET) 0:2 Silvinho (72.) 0:3 Paulinho Cascavel (78.) | | Sporting Lissabon |
| Benfica Lissabon                              | Carlos Manuel | Mário Jorge | Sporting Lissabon |
| 6. Dezember 1987 in Lissabon (Estádio da Luz) | | |                   |
| Ergebnis: 0:3 (0:1)                           | | |                   |
| Schiedsrichter: Sepa Santos                   | | |                   |

### Rückspiel
| Sporting Lissabon                                     | Sporting Lissabon | Benfica Lissabon | Benfica Lissabon |
| ----------------------------------------------------- | --- | --- | ---------------- |
| Sporting Lissabon                                     | \| 20. Dezember 1987 in Lissabon (Estádio José Alvalade) \| \| Ergebnis: 1:0 (1:0) \| \| Schiedsrichter: Fernando Alberto \|                                                                                              | \| 20. Dezember 1987 in Lissabon (Estádio José Alvalade) \| \| Ergebnis: 1:0 (1:0) \| \| Schiedsrichter: Fernando Alberto \|                                                                       | Benfica Lissabon |
| Sporting Lissabon                                     | Jorge Vital – António Morato, João Luís, Virgílio Lopes, Duílio – Oceano , Carlos Xavier (79. Marlon Brandão), Mário Jorge – Silvinho, Tony Sealy (72. Mário), Paulinho Cascavel Cheftrainer: Keith Burkinshaw ( England) | Silvino – Álvaro Magalhães, Carlos Pereira, Edmundo – Adelino Nunes, Elzo, Shéu , Tueba Menayame (72. Rui Águas), Wando (82. António Pacheco) – Mats Magnusson, Chiquinho Carlos Cheftrainer: Toni | Benfica Lissabon |
| Sporting Lissabon                                     | 1:0 Silvinho (20.) | | Benfica Lissabon |
| Sporting Lissabon                                     | António Morato | Shéu | Benfica Lissabon |
| 20. Dezember 1987 in Lissabon (Estádio José Alvalade) | | |                  |
| Ergebnis: 1:0 (1:0)                                   | | |                  |
| Schiedsrichter: Fernando Alberto                      | | |                  |

## 1988

### Hinspiel
| Vitória Guimarães                                              | Vitória Guimarães | FC Porto | FC Porto |
| -------------------------------------------------------------- | --- | --- | -------- |
| Vitória Guimarães                                              | \| 28. September 1988 in Guimarães (Estádio Dom Afonso Henriques) \| \| Ergebnis: 2:0 (1:0) \| \| Schiedsrichter: Jorge Coroado \|                                                                         | \| 28. September 1988 in Guimarães (Estádio Dom Afonso Henriques) \| \| Ergebnis: 2:0 (1:0) \| \| Schiedsrichter: Jorge Coroado \|                                                                      | FC Porto |
| Vitória Guimarães                                              | Neno – Nando , Germano Santos, Nenê, Basílio Marques – Soeiro, António Carvalho, N’Dinga Mbote – Roldão (78. Silvinho), Chiquinho Carlos (81. Renê Weber), Dêcio António Cheftrainer: Geninho ( Brasilien) | Zé Beto – João Pinto , Dito, Kalombo N’Kongolo, Augusto Inácio – Vermelhinho (60. Everton Nogueira), António André, Jaime Magalhães, António Sousa – Domingos Paciência, Rui Águas Cheftrainer: Quinito | FC Porto |
| Vitória Guimarães                                              | 1:0 Dêcio António (40.) 1:0 N’Dinga Mbote (51.) | | FC Porto |
| Vitória Guimarães                                              | António Carvalho (47.) | Jaime Magalhães (39.) | FC Porto |
| 28. September 1988 in Guimarães (Estádio Dom Afonso Henriques) | | |          |
| Ergebnis: 2:0 (1:0)                                            | | |          |
| Schiedsrichter: Jorge Coroado                                  | | |          |

### Rückspiel
| FC Porto                                      | FC Porto | Vitória Guimarães | Vitória Guimarães |
| --------------------------------------------- | --- | --- | ----------------- |
| FC Porto                                      | \| 19. Oktober 1988 in Porto (Estádio das Antas) \| \| Ergebnis: 0:0 \| \| Schiedsrichter: Pinto Correia \|                                                                                               | \| 19. Oktober 1988 in Porto (Estádio das Antas) \| \| Ergebnis: 0:0 \| \| Schiedsrichter: Pinto Correia \|                                                                                                | Vitória Guimarães |
| FC Porto                                      | Zé Beto – João Pinto , Dito, Kalombo N’Kongolo, Branco (59. Vermelhinho) – António André, António Sousa, Jaime Pacheco, José Semedo (30. Rui Manuel) – Domingos Paciência, Rui Águas Cheftrainer: Quinito | Neno – Nando , Germano Santos, Bené, Basílio Marques – António Carvalho, N’Dinga Mbote, Renê Weber, João Baptista (87. Soeiro), Silvinho (76. Roldão) – Chiquinho Carlos Cheftrainer: Geninho ( Brasilien) | Vitória Guimarães |
| FC Porto                                      | Renê (24.), Bené (49.) | | Vitória Guimarães |
| 19. Oktober 1988 in Porto (Estádio das Antas) | | |                   |
| Ergebnis: 0:0                                 | | |                   |
| Schiedsrichter: Pinto Correia                 | | |                   |

## 1989

### Hinspiel
| Benfica Lissabon                              | Benfica Lissabon | Belenenses Lissabon | Belenenses Lissabon |
| --------------------------------------------- | --- | --- | ------------------- |
| Benfica Lissabon                              | \| 25. Oktober 1989 in Lissabon (Estádio da Luz) \| \| Ergebnis: 2:0 (1:0) \| \| Schiedsrichter: António Marçal \|                                                                                  | \| 25. Oktober 1989 in Lissabon (Estádio da Luz) \| \| Ergebnis: 2:0 (1:0) \| \| Schiedsrichter: António Marçal \| | Belenenses Lissabon |
| Benfica Lissabon                              | Silvino – José Carlos, Paulo Madeira, Samuel Quina, António Veloso – Abel Campos, Vítor Paneira, António Pacheco, Valdo – Vata, Lima (68. Paulo Sousa) Cheftrainer: Sven-Göran Eriksson ( Schweden) | Borislaw Michajlow – Álvaro Teixeira, Carlos Ribeiro, João Galo (45. Edmundo), Rui Gregório, Carlos Grosso – Juanico , Macaé (72. Paulo Monteiro) – Adão, Chiquinho Conde, Chico Faria Cheftrainer: Christo Mladenow ( Bulgarien) | Belenenses Lissabon |
| Benfica Lissabon                              | 1:0 Vata (16.) 2:0 Lima (53.) | | Belenenses Lissabon |
| Benfica Lissabon                              | António Pacheco (75.) | Carlos Ribeiro (55.), Macaé (57.), Álvaro Teixeira (77.) | Belenenses Lissabon |
| 25. Oktober 1989 in Lissabon (Estádio da Luz) | | |                     |
| Ergebnis: 2:0 (1:0)                           | | |                     |
| Schiedsrichter: António Marçal                | | |                     |

### Rückspiel
| Belenenses Lissabon                                | Belenenses Lissabon | Benfica Lissabon | Benfica Lissabon |
| -------------------------------------------------- | --- | --- | ---------------- |
| Belenenses Lissabon                                | \| 29. November 1989 in Lissabon (Estádio do Restelo) \| \| Ergebnis: 0:2 (0:1) \| \| Schiedsrichter: Vitor Correia \| | \| 29. November 1989 in Lissabon (Estádio do Restelo) \| \| Ergebnis: 0:2 (0:1) \| \| Schiedsrichter: Vitor Correia \| | Benfica Lissabon |
| Belenenses Lissabon                                | Borislaw Michajlow – Álvaro Teixeira, Edmundo, João Galo, José António, Carlos Ribeiro (46. Chiquinho Conde) – Juanico , Macaé, Paulo Monteiro (60. Jaime Mercês), Adão – Chico Faria Cheftrainer: Christo Mladenow ( Bulgarien) | Silvino – José Carlos, Aldair, Samuel Quina, António Veloso – Jonas Thern, Vítor Paneira, Valdo – Abel Campos (57. Diamantino Miranda), António Pacheco (67. Fernando Chalana), Mats Magnusson Cheftrainer: Sven-Göran Eriksson ( Schweden) | Benfica Lissabon |
| Belenenses Lissabon                                | 0:1 Macaé (7., ET) 0:2 Mats Magnusson (75.) | | Benfica Lissabon |
| 29. November 1989 in Lissabon (Estádio do Restelo) | | |                  |
| Ergebnis: 0:2 (0:1)                                | | |                  |
| Schiedsrichter: Vitor Correia                      | | |                  |

## 1990

### Hinspiel
| CF Estrela Amadora                             | CF Estrela Amadora | FC Porto | FC Porto |
| ---------------------------------------------- | --- | --- | -------- |
| CF Estrela Amadora                             | \| 7. August 1990 in Amadora (Estádio José Gomes) \| \| Ergebnis: 2:1 (0:0) \| \| Schiedsrichter: Carlos Valente \|                                                                                                | \| 7. August 1990 in Amadora (Estádio José Gomes) \| \| Ergebnis: 2:1 (0:0) \| \| Schiedsrichter: Carlos Valente \|                                                                     | FC Porto |
| CF Estrela Amadora                             | Joaquim Melo – Rui Neves, Duílio , Valério Pereira, Álvaro Magalhães – Paulo Bento, Joaquim Rebelo, Marito (76. Dimas), António Miranda (85. Francisco Agatão) – Abel Campos, Baroti Cheftrainer: Manuel Fernandes | Vítor Baía – João Pinto , Aloísio, Geraldão, Branco – António André, José Semedo, Abílio – Jaime Magalhães (46. Emil Kostadinow), Jorge Couto, Stéphane Paille Cheftrainer: Artur Jorge | FC Porto |
| CF Estrela Amadora                             | 1:0 António Miranda (61.) 2:1 Baroti (78.) | 1:1 Geraldão (75.) | FC Porto |
| CF Estrela Amadora                             | Álvaro Magalhães, Duílio, Abel Campos | Aloísio, António André, Stéphane Paille | FC Porto |
| 7. August 1990 in Amadora (Estádio José Gomes) | | |          |
| Ergebnis: 2:1 (0:0)                            | | |          |
| Schiedsrichter: Carlos Valente                 | | |          |

### Rückspiel
| FC Porto                                     | FC Porto | CF Estrela Amadora | CF Estrela Amadora |
| -------------------------------------------- | --- | --- | ------------------ |
| FC Porto                                     | \| 14. August 1990 in Porto (Estádio das Antas) \| \| Ergebnis: 3:0 (1:0) \| \| Schiedsrichter: Veiga Trigo \|                                                                                            | \| 14. August 1990 in Porto (Estádio das Antas) \| \| Ergebnis: 3:0 (1:0) \| \| Schiedsrichter: Veiga Trigo \|                                                                                          | CF Estrela Amadora |
| FC Porto                                     | Vítor Baía – João Pinto (79. Abílio), Aloísio, Geraldão, Branco – António André, José Semedo, Rabah Madjer (73. Jorge Couto), Jaime Magalhães – Emil Kostadinow, Stéphane Paille Cheftrainer: Artur Jorge | Joaquim Melo – Rui Neves, Duílio , Valério Pereira, Álvaro Magalhães – Paulo Bento, Joaquim Rebelo, Marito, António Miranda (46. Dimas) – Abel Campos, Baroti (69. Ricky) Cheftrainer: Manuel Fernandes | CF Estrela Amadora |
| FC Porto                                     | 1:0 Stéphane Paille (8.) 2:0 José Semedo (81.) 3:0 Jorge Couto (85.) | | CF Estrela Amadora |
| FC Porto                                     | João Pinto (22.) | Abel Campos (8.), Paulo Bento (11.), Duílio (13.), Baroti (13.) | CF Estrela Amadora |
| FC Porto                                     | Abel Campos (20.) | | CF Estrela Amadora |
| 14. August 1990 in Porto (Estádio das Antas) | | |                    |
| Ergebnis: 3:0 (1:0)                          | | |                    |
| Schiedsrichter: Veiga Trigo                  | | |                    |

## 1991

### Hinspiel
| Benfica Lissabon                               | Benfica Lissabon | FC Porto | FC Porto |
| ---------------------------------------------- | --- | --- | -------- |
| Benfica Lissabon                               | \| 18. Dezember 1991 in Lissabon (Estádio da Luz) \| \| Ergebnis: 2:1 (1:0) \| \| Schiedsrichter: José Pratas \| | \| 18. Dezember 1991 in Lissabon (Estádio da Luz) \| \| Ergebnis: 2:1 (1:0) \| \| Schiedsrichter: José Pratas \| | FC Porto |
| Benfica Lissabon                               | Neno – Rui Bento (82. Pedro Valido), Paulo Madeira, William, José Carlos – Wassili Kulkow, Vítor Paneira , Jonas Thern, António Pacheco – Mats Magnusson, Sergei Juran (78. Rui Costa) Cheftrainer: Sven-Göran Eriksson ( Schweden) | Vítor Baía – Joaquim Neves, Aloísio, Fernando Couto, Mário Morgado – Fernando Bandeirinha, Jaime Magalhães , Rui Filipe, Tozé (46. António Folha) – Emil Kostadinow, Petar Michtarski (58. Domingos Paciência) Cheftrainer: Carlos Alberto Silva ( Brasilien) | FC Porto |
| Benfica Lissabon                               | 1:0 Sergei Juran (16.) 2:1 William (76.) | 1:1 Jaime Magalhães (61.) | FC Porto |
| Benfica Lissabon                               | Álvaro Magalhães, Duílio, Abel Campos | Aloísio, António André, Stéphane Paille | FC Porto |
| 18. Dezember 1991 in Lissabon (Estádio da Luz) | | |          |
| Ergebnis: 2:1 (1:0)                            | | |          |
| Schiedsrichter: José Pratas                    | | |          |

### Rückspiel
| FC Porto                                     | FC Porto | Benfica Lissabon | Benfica Lissabon |
| -------------------------------------------- | --- | --- | ---------------- |
| FC Porto                                     | \| 29. Januar 1992 in Porto (Estádio das Antas) \| \| Ergebnis: 1:0 (0:0) \| \| Schiedsrichter: Bento Marques \| | \| 29. Januar 1992 in Porto (Estádio das Antas) \| \| Ergebnis: 1:0 (0:0) \| \| Schiedsrichter: Bento Marques \| | Benfica Lissabon |
| FC Porto                                     | Vítor Baía – Paulo Pereira (38. Lubomír Vlk), Aloísio, Fernando Couto, Fernando Bandeirinha – António André , Jaime Magalhães, Ion Timofte, Tozé – Emil Kostadinow, Domingos Paciência (60. João Pinto) Cheftrainer: Carlos Alberto Silva ( Brasilien) | Silvino – Rui Bento, Paulo Madeira, William, António Veloso – Wassili Kulkow, Vítor Paneira, Jonas Thern (46. José Carlos) – Isaías, César Brito, Sergei Juran (80. Paulo Sousa) Cheftrainer: Sven-Göran Eriksson ( Schweden) | Benfica Lissabon |
| FC Porto                                     | 1:0 Ion Timofte (67.) | | Benfica Lissabon |
| FC Porto                                     | Aloísio, António André, Ion Timofte | Paulo Madeira, Vítor Paneira, José Carlos | Benfica Lissabon |
| FC Porto                                     | Vítor Paneira (26.) | | Benfica Lissabon |
| 29. Januar 1992 in Porto (Estádio das Antas) | | |                  |
| Ergebnis: 1:0 (0:0)                          | | |                  |
| Schiedsrichter: Bento Marques                | | |                  |

### Entscheidungsspiel
| Benfica Lissabon                                            | Benfica Lissabon | FC Porto | FC Porto |
| ----------------------------------------------------------- | --- | --- | -------- |
| Benfica Lissabon                                            | \| 9. September 1992 in Coimbra (Estádio Municipal de Coimbra) \| \| Ergebnis: 1:1 n. V., 3:4 i. E. (0:0, 1:1) \| \| Schiedsrichter: José Pratas \|                                                                       | \| 9. September 1992 in Coimbra (Estádio Municipal de Coimbra) \| \| Ergebnis: 1:1 n. V., 3:4 i. E. (0:0, 1:1) \| \| Schiedsrichter: José Pratas \| | FC Porto |
| Benfica Lissabon                                            | Silvino – António Veloso , Hélder, Samuel Quina, William, Fernando Mendes – Alexander Mostowoi, Vítor Paneira (82. Wassili Kulkow), João Pinto (91. Rui Costa) – Isaías, Rui Águas Cheftrainer: Tomislav Ivić ( Kroatien) | Vítor Baía – João Pinto , Aloísio, Fernando Couto, Fernando Bandeirinha – António André, Jaime Magalhães, José Semedo (61. Paulinho McLaren), Rui Filipe, Jorge Couto (79. Antônio Carlos) – Domingos Paciência Cheftrainer: Carlos Alberto Silva ( Brasilien) | FC Porto |
| Benfica Lissabon                                            | 1:0 Isaías (72.) | 1:1 João Pinto (84.) | FC Porto |
| Benfica Lissabon                                            | Elfmeterschießen | | FC Porto |
| Benfica Lissabon                                            | 1:0 William 2:0 Rui Águas 3:0 Wassili Kulkow Isaías Hélder Alexander Mostowoi | João Pinto Fernando Couto 3:1 Aloísio 3:2 António André 3:3 Antônio Carlos 3:4 Paulinho McLaren | FC Porto |
| 9. September 1992 in Coimbra (Estádio Municipal de Coimbra) | | |          |
| Ergebnis: 1:1 n. V., 3:4 i. E. (0:0, 1:1)                   | | |          |
| Schiedsrichter: José Pratas                                 | | |          |

## 1992

### Hinspiel
| FC Porto                                       | FC Porto | Boavista Porto | Boavista Porto |
| ---------------------------------------------- | --- | --- | -------------- |
| FC Porto                                       | \| 16. Dezember 1992 in Porto (Estádio das Antas) \| \| Ergebnis: 1:2 (1:0) \| \| Schiedsrichter: João Mesquita \| | \| 16. Dezember 1992 in Porto (Estádio das Antas) \| \| Ergebnis: 1:2 (1:0) \| \| Schiedsrichter: João Mesquita \|                                                                                             | Boavista Porto |
| FC Porto                                       | Vítor Baía – João Pinto , Aloísio, Fernando Couto, Fernando Bandeirinha – José Semedo, Jaime Magalhães, António André (73. Jorge Couto), Ion Timofte (73. Rui Filipe) – Domingos Paciência, Emil Kostadinow Cheftrainer: Carlos Alberto Silva ( Brasilien) | Zoran Lemajić – Paulo Sousa , José Garrido (56. Artur Oliveira), Pedro Venâncio, António Caetano (56. Marlon Brandão) – Rui Bento, Bobó, José Tavares, Nelo, António Nogueira – Ricky Cheftrainer: Manuel José | Boavista Porto |
| FC Porto                                       | 1:0 Emil Kostadinow (41.) | 1:1 Marlon Brandão (63.) 1:2 Artur (69.) | Boavista Porto |
| FC Porto                                       | António André (53.), Rui Filipe (77.) | Bobó (24.), José Tavares (38.) | Boavista Porto |
| 16. Dezember 1992 in Porto (Estádio das Antas) | | |                |
| Ergebnis: 1:2 (1:0)                            | | |                |
| Schiedsrichter: João Mesquita                  | | |                |

### Rückspiel
| Boavista Porto                             | Boavista Porto | FC Porto | FC Porto |
| ------------------------------------------ | --- | --- | -------- |
| Boavista Porto                             | \| 6. Januar 1993 in Porto (Estádio do Bessa) \| \| Ergebnis: 2:2 (0:1) \| \| Schiedsrichter: Miranda de Sousa \|                                                                                        | \| 6. Januar 1993 in Porto (Estádio do Bessa) \| \| Ergebnis: 2:2 (0:1) \| \| Schiedsrichter: Miranda de Sousa \| | FC Porto |
| Boavista Porto                             | Zoran Lemajić – Paulo Sousa , José Garrido (26. Marlon Brandão), Pedro Venâncio, Rui Bento – Bobó, José Tavares, Nelo, António Nogueira (61. Nelson Bertollazzi) – Ricky, Bambo Cheftrainer: Manuel José | Vítor Baía – João Pinto , Aloísio, Fernando Couto, Fernando Bandeirinha – Paulinho Santos, Jaime Magalhães, António André, Ion Timofte (67. José Semedo) – Toni (74. Domingos Paciência), Emil Kostadinow Cheftrainer: Carlos Alberto Silva ( Brasilien) | FC Porto |
| Boavista Porto                             | 1:2 José Tavares (79.) 2:2 Marlon Brandão (81.) | 0:1 Emil Kostadinow (8.) 0:2 Emil Kostadinow (54.) | FC Porto |
| Boavista Porto                             | José Garrido (22.), Pedro Venâncio (55.), Nelo (63.), Rui Bento (84.) | Paulinho Santos (48.), João Pinto (58.) | FC Porto |
| 6. Januar 1993 in Porto (Estádio do Bessa) | | |          |
| Ergebnis: 2:2 (0:1)                        | | |          |
| Schiedsrichter: Miranda de Sousa           | | |          |

## 1993

### Hinspiel
| Benfica Lissabon                             | Benfica Lissabon | FC Porto | FC Porto |
| -------------------------------------------- | --- | --- | -------- |
| Benfica Lissabon                             | \| 11. August 1993 in Lissabon (Estádio da Luz) \| \| Ergebnis: 1:0 (0:0) \| \| Schiedsrichter: Carlos Valente \|                                                                             | \| 11. August 1993 in Lissabon (Estádio da Luz) \| \| Ergebnis: 1:0 (0:0) \| \| Schiedsrichter: Carlos Valente \|                                                                                                 | FC Porto |
| Benfica Lissabon                             | Neno – Abel Silva (79. César Brito), Hélder, Carlos Mozer, António Veloso – Vítor Paneira, João Pinto, Rui Costa, Isaías – Sergei Juran, Rui Águas (89. Alexander Mostowoi) Cheftrainer: Toni | Vítor Baía – João Pinto , Aloísio, Fernando Couto, Zé Carlos, Rui Jorge – José Semedo, Jaime Magalhães (60. Paulinho Santos), António André, Jorge Couto – Emil Kostadinow Cheftrainer: Tomislav Ivić ( Kroatien) | FC Porto |
| Benfica Lissabon                             | 1:0 Rui Águas (84.) | | FC Porto |
| Benfica Lissabon                             | Isaías | Fernando Couto, Rui Jorge | FC Porto |
| 11. August 1993 in Lissabon (Estádio da Luz) | | |          |
| Ergebnis: 1:0 (0:0)                          | | |          |
| Schiedsrichter: Carlos Valente               | | |          |

### Rückspiel
| FC Porto                                     | FC Porto | Benfica Lissabon | Benfica Lissabon |
| -------------------------------------------- | --- | --- | ---------------- |
| FC Porto                                     | \| 15. August 1993 in Porto (Estádio das Antas) \| \| Ergebnis: 1:0 (0:0) \| \| Schiedsrichter: Fortunato Azevedo \| | \| 15. August 1993 in Porto (Estádio das Antas) \| \| Ergebnis: 1:0 (0:0) \| \| Schiedsrichter: Fortunato Azevedo \|                                                                                              | Benfica Lissabon |
| FC Porto                                     | Vítor Baía – João Pinto , Aloísio, Fernando Couto, Paulo Pereira – António André, José Semedo, Ion Timofte (54. Jaime Magalhães) – Emil Kostadinow, António Folha, Toni (54. Vinha) Cheftrainer: Tomislav Ivić ( Kroatien) | Neno – Abel Silva, Hélder, Carlos Mozer, António Veloso – Vítor Paneira (46. Hernâni Neves), João Pinto, Rui Costa, Isaías – Sergei Juran (84. César Brito), Rui Águas (89. Alexander Mostowoi) Cheftrainer: Toni | Benfica Lissabon |
| FC Porto                                     | 1:0 Vinha (84.) | | Benfica Lissabon |
| FC Porto                                     | João Pinto, Aloísio, António Folha | Carlos Mozer, Vítor Paneira, Rui Águas | Benfica Lissabon |
| FC Porto                                     | Carlos Mozer (50.) | | Benfica Lissabon |
| 15. August 1993 in Porto (Estádio das Antas) | | |                  |
| Ergebnis: 1:0 (0:0)                          | | |                  |
| Schiedsrichter: Fortunato Azevedo            | | |                  |

### Entscheidungsspiel
| Benfica Lissabon                                          | Benfica Lissabon | FC Porto | FC Porto |
| --------------------------------------------------------- | --- | --- | -------- |
| Benfica Lissabon                                          | \| 17. August 1994 in Coimbra (Estádio Municipal de Coimbra) \| \| Ergebnis: 2:2 n. V., 3:4 i. E. (0:0, 1:1, 1:2) \| \| Schiedsrichter: Veiga Trigo \|                                          | \| 17. August 1994 in Coimbra (Estádio Municipal de Coimbra) \| \| Ergebnis: 2:2 n. V., 3:4 i. E. (0:0, 1:1, 1:2) \| \| Schiedsrichter: Veiga Trigo \|                                                                                    | FC Porto |
| Benfica Lissabon                                          | Michel Preud’homme – Paulo Madeira, Hélder, William, Dimas – Abel Xavier, Vítor Paneira (86. César Brito), Nelo (69. Daniel Kenedy), José Tavares, João Pinto – Isaías Cheftrainer: Artur Jorge | Vítor Baía – João Pinto , Aloísio, Zé Carlos, Carlos Secretário – Paulinho Santos, Emerson, Rui Filipe, Rui Barros – António Folha (87. Ljubinko Drulović), Domingos Paciência (86. Emil Kostadinow) Cheftrainer: Bobby Robson ( England) | FC Porto |
| Benfica Lissabon                                          | 1:1 José Tavares (89.) 2:2 César Brito (118.) | 0:1 Domingos Paciência (85.) 1:2 Carlos Secretário (95.) | FC Porto |
| Benfica Lissabon                                          | Elfmeterschießen | | FC Porto |
| Benfica Lissabon                                          | 1:0 Hélder Daniel Kenedy 2:1 Abel Xavier 3:2 Paulo Madeira William | João Pinto 1:1 Zé Carlos 2:2 Rui Filipe 3:3 Paulinho Santos 3:4 Ljubinko Drulović | FC Porto |
| Benfica Lissabon                                          | Hélder, Dimas, Nelo, Isaías | João Pinto, Aloísio, Zé Carlos, Rui Barros, Domingos Paciência | FC Porto |
| Benfica Lissabon                                          | Aloísio (99.), Rui Barros (101.) | | FC Porto |
| 17. August 1994 in Coimbra (Estádio Municipal de Coimbra) | | |          |
| Ergebnis: 2:2 n. V., 3:4 i. E. (0:0, 1:1, 1:2)            | | |          |
| Schiedsrichter: Veiga Trigo                               | | |          |

## 1994

### Hinspiel
| Benfica Lissabon                             | Benfica Lissabon | FC Porto | FC Porto |
| -------------------------------------------- | --- | --- | -------- |
| Benfica Lissabon                             | \| 24. August 1994 in Lissabon (Estádio da Luz) \| \| Ergebnis: 1:1 (0:0) \| \| Schiedsrichter: Carlos Calheiros \|                                                                               | \| 24. August 1994 in Lissabon (Estádio da Luz) \| \| Ergebnis: 1:1 (0:0) \| \| Schiedsrichter: Carlos Calheiros \| | FC Porto |
| Benfica Lissabon                             | Michel Preud’homme – Paulo Madeira, Abel Xavier, Hélder, Paulão, António Veloso (27. Edílson) – Vítor Paneira, José Tavares, Nelo, João Pinto – César Brito (45. Clóvis) Cheftrainer: Artur Jorge | Vítor Baía – João Pinto , Aloísio, Zé Carlos, Carlos Secretário – Paulinho Santos, Emerson, Rui Filipe, António André (85. Rui Jorge), António Folha – Emil Kostadinow (67. Ljubinko Drulović) Cheftrainer: Bobby Robson ( England) | FC Porto |
| Benfica Lissabon                             | 1:1 Vítor Paneira (75.) | 0:1 Rui Filipe (72.) | FC Porto |
| Benfica Lissabon                             | Abel Xavier (21.), Paulão (22.), João Pinto (26.), Vítor Paneira (90.) | Paulinho Santos (43.), Aloísio (56.), António André (81.) | FC Porto |
| Benfica Lissabon                             | Abel Xavier (35.), João Pinto (89.) | | FC Porto |
| Benfica Lissabon                             | Nelo (80.) | Carlos Secretário (19.), Rui Filipe (80.) | FC Porto |
| 24. August 1994 in Lissabon (Estádio da Luz) | | |          |
| Ergebnis: 1:1 (0:0)                          | | |          |
| Schiedsrichter: Carlos Calheiros             | | |          |

### Rückspiel
| FC Porto                                        | FC Porto | Benfica Lissabon | Benfica Lissabon |
| ----------------------------------------------- | --- | --- | ---------------- |
| FC Porto                                        | \| 21. September 1994 in Porto (Estádio das Antas) \| \| Ergebnis: 0:0 \| \| Schiedsrichter: Donato Ramos \| | \| 21. September 1994 in Porto (Estádio das Antas) \| \| Ergebnis: 0:0 \| \| Schiedsrichter: Donato Ramos \|                                                                                           | Benfica Lissabon |
| FC Porto                                        | Vítor Baía – João Pinto , Aloísio, Zé Carlos, Carlos Secretário – Emerson, Wassili Kulkow, Paulinho Santos, Rui Barros (65. Domingos Paciência) – Sergei Juran, Ljubinko Drulović (75. Ronald Baroni) Cheftrainer: Bobby Robson ( England) | Michel Preud’homme – Paulo Madeira, Paulão, Abel Xavier, António Veloso , Dimas – Jorge Amaral, José Tavares, Nelo, João Pinto (83. César Brito) – Isaías (75. Daniel Kenedy) Cheftrainer: Artur Jorge | Benfica Lissabon |
| FC Porto                                        | Wassili Kulkow (17.), Aloísio (68.) | Michel Preud’homme (41.), Isaías (46.), Paulão (90.) | Benfica Lissabon |
| 21. September 1994 in Porto (Estádio das Antas) | | |                  |
| Ergebnis: 0:0                                   | | |                  |
| Schiedsrichter: Donato Ramos                    | | |                  |

### Entscheidungsspiel
| FC Porto                                  | FC Porto | Benfica Lissabon | Benfica Lissabon |
| ----------------------------------------- | --- | --- | ---------------- |
| FC Porto                                  | \| 20. Juni 1995 in Paris (Parc des Princes) \| \| Ergebnis: 1:0 (0:0) \| \| Schiedsrichter: Lucílio Batista \| | \| 20. Juni 1995 in Paris (Parc des Princes) \| \| Ergebnis: 1:0 (0:0) \| \| Schiedsrichter: Lucílio Batista \|                                                                          | Benfica Lissabon |
| FC Porto                                  | Vítor Baía – Carlos Secretário, Aloísio , Zé Carlos, Fernando Bandeirinha – Emerson, Wassili Kulkow (77. Russell Latapy), Paulinho Santos, Rui Barros (85. José Semedo) – António Folha, Domingos Paciência Cheftrainer: Bobby Robson ( England) | Neno – Paulo Pereira, Abel Xavier, Hélder, Paulo Madeira, António Veloso (65. Edgar), Daniel Kenedy, Dimas – Mario Stanić, José Tavares (45. Akwá), Paulo Bento Cheftrainer: Artur Jorge | Benfica Lissabon |
| FC Porto                                  | 1:0 Domingos Paciência (51.) | | Benfica Lissabon |
| FC Porto                                  | Fernando Bandeirinha (25.), Zé Carlos (70.) | Paulo Pereira (57.), Daniel Kenedy (65.) | Benfica Lissabon |
| 20. Juni 1995 in Paris (Parc des Princes) | | |                  |
| Ergebnis: 1:0 (0:0)                       | | |                  |
| Schiedsrichter: Lucílio Batista           | | |                  |

## 1995

### Hinspiel
| Sporting Lissabon                                  | Sporting Lissabon | FC Porto | FC Porto |
| -------------------------------------------------- | --- | --- | -------- |
| Sporting Lissabon                                  | \| 6. August 1995 in Lissabon (Estádio José Alvalade) \| \| Ergebnis: 0:0 \| \| Schiedsrichter: Lourenço Ferreira \| | \| 6. August 1995 in Lissabon (Estádio José Alvalade) \| \| Ergebnis: 0:0 \| \| Schiedsrichter: Lourenço Ferreira \| | FC Porto |
| Sporting Lissabon                                  | Luís Vasco – Fernando Nélson, Noureddine Naybet, Marco Aurélio, Budimir Vujačić – Oceano (57. Pedro Barbosa), Pedro Martins, Roberto Assis – Ricardo Sá Pinto, Jorge Cadete (67. Ahmed Ouattara), Emmanuel Amuneke Cheftrainer: Carlos Queiroz | Silvino – Carlos Secretário, Aloísio, Jorge Costa, Rui Jorge – Paulinho Santos, Emerson, Péter Lipcsei – Edmílson (79. Rui Barros), António Folha, Domingos Paciência (66. Grzegorz Mielcarski) Cheftrainer: Augusto Inácio | FC Porto |
| Sporting Lissabon                                  | Oceano (4.), Jorge Cadete (4.), Pedro Martins (15.), Noureddine Naybet (23.), Roberto Assis (28.), Emmanuel Amuneke (52.) | Jorge Costa (4.), Emerson (15.), Rui Jorge (58.) | FC Porto |
| Sporting Lissabon                                  | Pedro Martins (85.) | Emerson (15.) | FC Porto |
| Sporting Lissabon                                  | Ricardo Sá Pinto (34.) | Grzegorz Mielcarski (82.) | FC Porto |
| 6. August 1995 in Lissabon (Estádio José Alvalade) | | |          |
| Ergebnis: 0:0                                      | | |          |
| Schiedsrichter: Lourenço Ferreira                  | | |          |

### Rückspiel
| FC Porto                                     | FC Porto | Sporting Lissabon | Sporting Lissabon |
| -------------------------------------------- | --- | --- | ----------------- |
| FC Porto                                     | \| 23. August 1995 in Porto (Estádio das Antas) \| \| Ergebnis: 2:2 (1:1) \| \| Schiedsrichter: António Rola \| | \| 23. August 1995 in Porto (Estádio das Antas) \| \| Ergebnis: 2:2 (1:1) \| \| Schiedsrichter: António Rola \| | Sporting Lissabon |
| FC Porto                                     | Vítor Baía – Aloísio , Zé Carlos, Carlos Secretário – Emerson, Paulinho Santos, Rui Barros, José Semedo (57. Russell Latapy), Edmílson – Domingos Paciência, Ljubinko Drulović (57. António Folha) Cheftrainer: Augusto Inácio | Paulo Costinha – Fernando Nélson, Noureddine Naybet, Marco Aurélio, Pedro Barbosa (55. Paulo Alves) – Luís Vidigal (25. José Dominguez), Oceano , Pedro Martins, Roberto Assis (45. Afonso Martins) – Emmanuel Amuneke, Ahmed Ouattara Cheftrainer: Carlos Queiroz | Sporting Lissabon |
| FC Porto                                     | 1:0 Domingos Paciência (19.) 2:1 Domingos Paciência (53.) | 1:1 Noureddine Naybet (42.) 2:2 Ahmed Ouattara (74.) | Sporting Lissabon |
| FC Porto                                     | Paulinho Santos (29.), Zé Carlos (46.), Carlos Secretário (55.), Emerson (76.), António Folha (85.) | Pedro Barbosa (10.), Pedro Martins (11.), José Dominguez (39.), Oceano (52.) | Sporting Lissabon |
| FC Porto                                     | Paulo Costinha (82.) | | Sporting Lissabon |
| 23. August 1995 in Porto (Estádio das Antas) | | |                   |
| Ergebnis: 2:2 (1:1)                          | | |                   |
| Schiedsrichter: António Rola                 | | |                   |

### Entscheidungsspiel
| FC Porto                                   | FC Porto | Sporting Lissabon | Sporting Lissabon |
| ------------------------------------------ | --- | --- | ----------------- |
| FC Porto                                   | \| 30. April 1996 in Paris (Parc des Princes) \| \| Ergebnis: 0:3 (0:2) \| \| Schiedsrichter: Juvenal Silvestre \| | \| 30. April 1996 in Paris (Parc des Princes) \| \| Ergebnis: 0:3 (0:2) \| \| Schiedsrichter: Juvenal Silvestre \| | Sporting Lissabon |
| FC Porto                                   | Silvino – Carlos Secretário, Aloísio , João Manuel Pinto, Rui Jorge – Paulinho Santos, Emerson, Rui Barros (64. António Folha), Ljubinko Drulović – Domingos Paciência, Edmílson (70. Manuel Matias) Cheftrainer: Bobby Robson ( England) | Paulo Costinha – Fernando Nélson, Noureddine Naybet, Marco Aurélio , Luís Miguel – Luís Vidigal, Afonso Martins (88. Paulo Alves), Emílio Peixe (70. Iwajlo Jordanow), Pedro Barbosa (37. Carlos Xavier) – Ricardo Sá Pinto, Emmanuel Amuneke Cheftrainer: Octávio Machado | Sporting Lissabon |
| FC Porto                                   | 0:1 Ricardo Sá Pinto (9.) 0:2 Ricardo Sá Pinto (38.) 0:3 Carlos Xavier (86., Elfm.) | | Sporting Lissabon |
| FC Porto                                   | Emerson (29.), Domingos Paciência (46.), Aloísio (52.), Silvino (86.), Manuel Matias (86.) | Pedro Barbosa (33.) | Sporting Lissabon |
| FC Porto                                   | Emmanuel Amunike (89.) | | Sporting Lissabon |
| 30. April 1996 in Paris (Parc des Princes) | | |                   |
| Ergebnis: 0:3 (0:2)                        | | |                   |
| Schiedsrichter: Juvenal Silvestre          | | |                   |

## 1996

### Hinspiel
| FC Porto                                     | FC Porto | Benfica Lissabon | Benfica Lissabon |
| -------------------------------------------- | --- | --- | ---------------- |
| FC Porto                                     | \| 18. August 1996 in Porto (Estádio das Antas) \| \| Ergebnis: 1:0 (1:0) \| \| Schiedsrichter: Lucílio Batista \|                                                                                | \| 18. August 1996 in Porto (Estádio das Antas) \| \| Ergebnis: 1:0 (1:0) \| \| Schiedsrichter: Lucílio Batista \| | Benfica Lissabon |
| FC Porto                                     | Andrzej Woźniak – Jorge Costa , Aloísio, Rui Jorge – Bino, Paulinho Santos, Edmílson (66. Sérgio Conceição) – Artur Oliveira, Ljubinko Drulović, Domingos Paciência Cheftrainer: António Oliveira | Michel Preud’homme – Jorge Bermúdez, Hélder, Dimas – Jamir, Bruno Caires (82. Hassan Nader), José António Calado, Valdo, João Pinto – Basarab Panduru (69. Luís Gustavo), Donizete Pantera Cheftrainer: Paulo Autuori ( Brasilien) | Benfica Lissabon |
| FC Porto                                     | 1:0 Domingos Paciência (42.) | | Benfica Lissabon |
| FC Porto                                     | Aloísio (41.), Paulinho Santos (52.), José Barroso (64.), Jorge Costa (65.), Bino (71.) | José Calado (50.), João Pinto (62.), Jamir (75.), Hélder (81.) | Benfica Lissabon |
| 18. August 1996 in Porto (Estádio das Antas) | | |                  |
| Ergebnis: 1:0 (1:0)                          | | |                  |
| Schiedsrichter: Lucílio Batista              | | |                  |

### Rückspiel
| Benfica Lissabon                                | Benfica Lissabon | FC Porto | FC Porto |
| ----------------------------------------------- | --- | --- | -------- |
| Benfica Lissabon                                | \| 18. September 1996 in Lissabon (Estádio da Luz) \| \| Ergebnis: 0:5 (0:2) \| \| Schiedsrichter: António Rola \| | \| 18. September 1996 in Lissabon (Estádio da Luz) \| \| Ergebnis: 0:5 (0:2) \| \| Schiedsrichter: António Rola \| | FC Porto |
| Benfica Lissabon                                | Michel Preud’homme – Jorge Bermúdez, Hélder, Dimas (50. Ilian Iliew) – Jamir, Bruno Caires, José António Calado (73. Tahar El Khalej), Valdo, João Pinto , Luís Gustavo – Donizete Pantera Cheftrainer: Paulo Autuori ( Brasilien) | Andrzej Woźniak – João Manuel Pinto, Luka, Jorge Costa , Fernando Mendes – Arnold Wetl (70. Rui Barros), Paulinho Santos, Sérgio Conceição, Edmílson (60. Mário Jardel), Zlatko Zahovič – Artur Oliveira (52. Ljubinko Drulović) Cheftrainer: António Oliveira | FC Porto |
| Benfica Lissabon                                | 0:1 Edmílson (3.) 0:2 Artur (43.) 0:3 Jorge Costa (46.) 0:4 Arnold Wetl (56.) 0:5 Ljubinko Drulović (85.) | | FC Porto |
| Benfica Lissabon                                | Luís Gustavo (4.), João Pinto (23.), Jamir (50.) | Edmilson (5.), Lula (61.), João Manuel Pinto (88.) | FC Porto |
| 18. September 1996 in Lissabon (Estádio da Luz) | | |          |
| Ergebnis: 0:5 (0:2)                             | | |          |
| Schiedsrichter: António Rola                    | | |          |

## 1997

### Hinspiel
| Boavista Porto                              | Boavista Porto | FC Porto | FC Porto |
| ------------------------------------------- | --- | --- | -------- |
| Boavista Porto                              | \| 15. August 1997 in Porto (Estádio do Bessa) \| \| Ergebnis: 2:0 (0:0) \| \| Schiedsrichter: Vítor Pereira \| | \| 15. August 1997 in Porto (Estádio do Bessa) \| \| Ergebnis: 2:0 (0:0) \| \| Schiedsrichter: Vítor Pereira \| | FC Porto |
| Boavista Porto                              | Ricardo – Paulo Sousa , Rui Bento, Litos, Mário Silva – Luís Carlos (15. William Quevedo), José Tavares, Hélder Baptista, Russell Latapy (45. Ion Timofte) – Kwame Ayew, Rui Miguel (68. Jorge Couto) Cheftrainer: Mário Reis | Rui Correia – Joaquim Neves (63. Artur Oliveira), Luka, João Manuel Pinto, Rui Jorge (63. Nuno Capucho) – Paulinho Santos , Sérgio Conceição, José Barroso, Rui Barros – António Folha (63. Ljubinko Drulović), Mário Jardel Cheftrainer: António Oliveira | FC Porto |
| Boavista Porto                              | 1:0 Kwame Ayew (59.) 2:0 Ion Timofte (62.) | | FC Porto |
| 15. August 1997 in Porto (Estádio do Bessa) | | |          |
| Ergebnis: 2:0 (0:0)                         | | |          |
| Schiedsrichter: Vítor Pereira               | | |          |

### Rückspiel
| FC Porto                                        | FC Porto | Boavista Porto | Boavista Porto |
| ----------------------------------------------- | --- | --- | -------------- |
| FC Porto                                        | \| 10. September 1997 in Porto (Estádio das Antas) \| \| Ergebnis: 1:0 (1:0) \| \| Schiedsrichter: Paulo Paraty \| | \| 10. September 1997 in Porto (Estádio das Antas) \| \| Ergebnis: 1:0 (1:0) \| \| Schiedsrichter: Paulo Paraty \|                                                                                                   | Boavista Porto |
| FC Porto                                        | Rui Correia – João Manuel Pinto, Aloísio , Fernando Mendes – Paulinho Santos, Youssef Chippo (48. Nuno Capucho), Sérgio Conceição, Rui Barros, Zlatko Zahovič – António Folha (57. Artur Oliveira), Mário Jardel Cheftrainer: António Oliveira | Ricardo – Paulo Sousa , William Quevedo (85. Jorge Couto), Litos, Isaías, Mário Silva – Rui Bento, José Tavares (45. Delfim Teixeira), Hélder Baptista – Kwame Ayew, Martelinho (35. Jacaré) Cheftrainer: Mário Reis | Boavista Porto |
| FC Porto                                        | 1:0 Fernando Mendes (8.) | | Boavista Porto |
| 10. September 1997 in Porto (Estádio das Antas) | | |                |
| Ergebnis: 1:0 (1:0)                             | | |                |
| Schiedsrichter: Paulo Paraty                    | | |                |

## 1998

### Hinspiel
| FC Porto                                    | FC Porto | Sporting Braga | Sporting Braga |
| ------------------------------------------- | --- | --- | -------------- |
| FC Porto                                    | \| 8. August 1998 in Porto (Estádio das Antas) \| \| Ergebnis: 1:0 (0:0) \| \| Schiedsrichter: Vítor Melo Pereira \| | \| 8. August 1998 in Porto (Estádio das Antas) \| \| Ergebnis: 1:0 (0:0) \| \| Schiedsrichter: Vítor Melo Pereira \| | Sporting Braga |
| FC Porto                                    | Ivica Kralj (31. Rui Correia) – Carlos Secretário, Jorge Costa, Aloísio , Fernando Mendes – Paulinho Santos, Rui Barros, Zlatko Zahovič – Nuno Capucho (73. Miklós Fehér), António Folha (45. Ljubinko Drulović), Grzegorz Mielcarski Cheftrainer: Fernando Santos | Quim – Zé Nuno Azevedo , Idalécio, Sérgio Abreu, Paulo Lino – Jordão, Vítor Castanheira, Bruno (56. Dé), Gamboa (65. António Formoso) – Elpídio Silva, Mladen Karoglan (82. Alberto Cabral) Cheftrainer: Vítor Oliveira | Sporting Braga |
| FC Porto                                    | 1:0 Zlatko Zahovič (48.) | | Sporting Braga |
| 8. August 1998 in Porto (Estádio das Antas) | | |                |
| Ergebnis: 1:0 (0:0)                         | | |                |
| Schiedsrichter: Vítor Melo Pereira          | | |                |

### Rückspiel
| SC Beira-Mar                                          | SC Beira-Mar | FC Porto | FC Porto |
| ----------------------------------------------------- | --- | --- | -------- |
| SC Beira-Mar                                          | \| 9. September 1998 in Braga (Estádio Primeiro de Maio) \| \| Ergebnis: 1:1 (0:0) \| \| Schiedsrichter: Jorge Coroado \|                                                                                     | \| 9. September 1998 in Braga (Estádio Primeiro de Maio) \| \| Ergebnis: 1:1 (0:0) \| \| Schiedsrichter: Jorge Coroado \| | FC Porto |
| SC Beira-Mar                                          | Quim – Zé Nuno Azevedo , Odair, Sérgio Abreu, Paulo Lino – Jordão, Vítor Castanheira (68. António Formoso), Mozer (61. Bruno), Gamboa – Elpídio Silva, Mladen Karoglan (82. Toni) Cheftrainer: Vítor Oliveira | Ivica Kralj – Carlos Secretário, Jorge Costa, Aloísio , Doriva – Paulinho Santos, Youssef Chippo (89. João Manuel Pinto), Zlatko Zahovič – Artur Oliveira (65. Nuno Capucho), Ljubinko Drulović, Mário Jardel (45. Fernando Mendes) Cheftrainer: Fernando Santos | FC Porto |
| SC Beira-Mar                                          | 1:1 António Formoso (80.) | 0:1 Nuno Capucho (69.) | FC Porto |
| 9. September 1998 in Braga (Estádio Primeiro de Maio) | | |          |
| Ergebnis: 1:1 (0:0)                                   | | |          |
| Schiedsrichter: Jorge Coroado                         | | |          |

## 1999

### Hinspiel
| SC Beira-Mar                                    | SC Beira-Mar | FC Porto | FC Porto |
| ----------------------------------------------- | --- | --- | -------- |
| SC Beira-Mar                                    | \| 7. August 1999 in Aveiro (Estádio Mário Duarte) \| \| Ergebnis: 1:2 (0:0) \| \| Schiedsrichter: Jorge Coroado \| | \| 7. August 1999 in Aveiro (Estádio Mário Duarte) \| \| Ergebnis: 1:2 (0:0) \| \| Schiedsrichter: Jorge Coroado \| | FC Porto |
| SC Beira-Mar                                    | Jérôme Palatsi – Pedro Ribeiro, Vítor Silva, Gila, Lobão, Cristiano Roland – Paulo Sérgio (80. Eduardo Henriques), Fernando Aguiar, Fusco , Óscar (27. Rui Dolores) – Maxwell Konadu (27. Fary Faye) Cheftrainer: António Sousa | Vítor Baía – Carlos Secretário, Jorge Costa , Aloísio, Esquerdinha – Emílio Peixe (82. Rodolfo Miguens), Ljubinko Drulović, Rui Barros (59. Miklós Fehér), Ricardo Sousa (46. Romeu), Nuno Capucho – Domingos Paciência Cheftrainer: Fernando Santos | FC Porto |
| SC Beira-Mar                                    | 1:0 Fary Faye (65.) | 1:1 Domingos Paciência (66.) 1:2 Esquerdinha (73.) | FC Porto |
| SC Beira-Mar                                    | Pedro Ribeiro, Vítor Silva, Cristiano Roland, Gila | Carlos Secretário, Nuno Capucho, Ricardo Sousa, Miki Fehér | FC Porto |
| SC Beira-Mar                                    | Gila (48.) | | FC Porto |
| 7. August 1999 in Aveiro (Estádio Mário Duarte) | | |          |
| Ergebnis: 1:2 (0:0)                             | | |          |
| Schiedsrichter: Jorge Coroado                   | | |          |

### Rückspiel
| FC Porto                                     | FC Porto | SC Beira-Mar | SC Beira-Mar |
| -------------------------------------------- | --- | --- | ------------ |
| FC Porto                                     | \| 15. August 1999 in Porto (Estádio das Antas) \| \| Ergebnis: 3:1 (1:1) \| \| Schiedsrichter: Isidoro Rodrigues \| | \| 15. August 1999 in Porto (Estádio das Antas) \| \| Ergebnis: 3:1 (1:1) \| \| Schiedsrichter: Isidoro Rodrigues \| | SC Beira-Mar |
| FC Porto                                     | Vítor Baía – Carlos Secretário, Jorge Costa , Aloísio, Esquerdinha – Alessandro Cambalhota (85. Romeu), Emílio Peixe, Carlos Chaínho (46. Rubens Júnior), Nuno Capucho – Domingos Paciência (46. Ricardo Sousa), Mário Jardel Cheftrainer: Fernando Santos | Jérôme Palatsi – Pedro Ribeiro (79. João Paulo), Vítor Silva, Lobão, Cristiano Roland – Paulo Sérgio, Fernando Aguiar (87. Pedro Marques), Fusco , Óscar – Maxwell Konadu, Rui Dolores (76. Fary Faye) Cheftrainer: António Sousa | SC Beira-Mar |
| FC Porto                                     | 1:0 Mário Jardel (6.) 2:1 Mário Jardel (81.) 3:1 Lobão (86, ET) | 1:1 Óscar (28.) | SC Beira-Mar |
| FC Porto                                     | Alessandro Cambalhota (26.), Jorge Costa (29.), Emílio Peixe (89.) | Maxwell Konadu (34.), Fernando Aguiar (64.), Pedro Ribeiro (67.), Vítor Silva (88.) | SC Beira-Mar |
| FC Porto                                     | Maxwell Konadu (72.) | | SC Beira-Mar |
| 15. August 1999 in Porto (Estádio das Antas) | | |              |
| Ergebnis: 3:1 (1:1)                          | | |              |
| Schiedsrichter: Isidoro Rodrigues            | | |              |

## 2000

### Hinspiel
| FC Porto                                     | FC Porto | Sporting Lissabon | Sporting Lissabon |
| -------------------------------------------- | --- | --- | ----------------- |
| FC Porto                                     | \| 13. August 2000 in Porto (Estádio das Antas) \| \| Ergebnis: 1:1 (0:0) \| \| Schiedsrichter: José Pratas \| | \| 13. August 2000 in Porto (Estádio das Antas) \| \| Ergebnis: 1:1 (0:0) \| \| Schiedsrichter: José Pratas \|                                                                                | Sporting Lissabon |
| FC Porto                                     | Sergei Owtschinnikow – Fernando Nélson, Jorge Costa , Rubens Júnior – Cândido Costa (72. Miran Pavlin), Carlos Chaínho (72. Romeu), Paulinho Santos, Dmitri Alenitschew – Ljubinko Drulović, Domingos Paciência (79. Clayton) Cheftrainer: Fernando Santos | Peter Schmeichel – César Prates, Beto , André Cruz, Rui Jorge – Pavel Horváth, Paulo Bento, Bino, Edmílson (84. Mbo Mpenza), João Pinto (89. Dimas) – Beto Acosta Cheftrainer: Augusto Inácio | Sporting Lissabon |
| FC Porto                                     | 1:1 Dmitri Alenitschew (89.) | 0:1 Alberto Acosta (60.) | Sporting Lissabon |
| FC Porto                                     | Paulinho Santos (83.) | | Sporting Lissabon |
| 13. August 2000 in Porto (Estádio das Antas) | | |                   |
| Ergebnis: 1:1 (0:0)                          | | |                   |
| Schiedsrichter: José Pratas                  | | |                   |

### Rückspiel
| Sporting Lissabon                                   | Sporting Lissabon | FC Porto | FC Porto |
| --------------------------------------------------- | --- | --- | -------- |
| Sporting Lissabon                                   | \| 31. Januar 2001 in Lissabon (Estádio José Alvalade) \| \| Ergebnis: 0:0 \| \| Schiedsrichter: António Costa \| | \| 31. Januar 2001 in Lissabon (Estádio José Alvalade) \| \| Ergebnis: 0:0 \| \| Schiedsrichter: António Costa \| | FC Porto |
| Sporting Lissabon                                   | Peter Schmeichel – Quim Berto, Beto (46. Pavel Horváth), André Cruz, Rui Jorge – João Pinto, Pedro Barbosa (80, Toñito), Paulo Bento, Rodrigo Tello – Beto Acosta, Mbo Mpenza (57. Jovan Kirovski) Cheftrainer: Manuel Fernandes | Pedro Espinha – Rubens Júnior (57. Emílio Peixe), Aloísio , Jorge Andrade, Esquerdinha – Paulinho Santos, Carlos Paredes, Deco, Dmitri Alenitschew, Silvio Marić (57. Pena) – Nuno Capucho (89. Cândido Costa) Cheftrainer: Fernando Santos | FC Porto |
| Sporting Lissabon                                   | João Pinto (40.) | Paulinho Santos (2.) | FC Porto |
| Sporting Lissabon                                   | Paulinho Santos (54.) | | FC Porto |
| 31. Januar 2001 in Lissabon (Estádio José Alvalade) | | |          |
| Ergebnis: 0:0                                       | | |          |
| Schiedsrichter: António Costa                       | | |          |

### Entscheidungsspiel
| FC Porto                                            | FC Porto | Sporting Lissabon | Sporting Lissabon |
| --------------------------------------------------- | --- | --- | ----------------- |
| FC Porto                                            | \| 16. Mai 2001 in Coimbra (Estádio Cidade de Coimbra) \| \| Ergebnis: 0:1 (0:1) \| \| Schiedsrichter: Isidoro Rodrigues \|                                                                                             | \| 16. Mai 2001 in Coimbra (Estádio Cidade de Coimbra) \| \| Ergebnis: 0:1 (0:1) \| \| Schiedsrichter: Isidoro Rodrigues \| | Sporting Lissabon |
| FC Porto                                            | Sergei Owtschinnikow – Carlos Secretário, Jorge Costa , Jorge Andrade, Fernando Nélson (83. Cândido Costa) – Carlos Paredes, Deco, Clayton – Nuno Capucho, António Folha (55. Romeu), Pena Cheftrainer: Fernando Santos | Peter Schmeichel – César Prates, Hugo Vieira (68. Phil Babb), Beto, André Cruz, Rui Jorge – Pedro Barbosa , Paulo Bento, João Pinto, Ricardo Sá Pinto (85. Pavel Horváth) – Beto Acosta (75. Rodrigo Fabri) Cheftrainer: Manuel Fernandes | Sporting Lissabon |
| FC Porto                                            | 0:1 Alberto Acosta (31.) | | Sporting Lissabon |
| FC Porto                                            | Jorge Costa (75.) | Beto (73.) | Sporting Lissabon |
| FC Porto                                            | Deco verschießt Foulelfmeter (6.) | | Sporting Lissabon |
| 16. Mai 2001 in Coimbra (Estádio Cidade de Coimbra) | | |                   |
| Ergebnis: 0:1 (0:1)                                 | | |                   |
| Schiedsrichter: Isidoro Rodrigues                   | | |                   |

## 2001
| Boavista Porto                                      | Boavista Porto | FC Porto | FC Porto |
| --------------------------------------------------- | --- | --- | -------- |
| Boavista Porto                                      | \| 4. August 2001 in Vila do Conde (Estádio dos Arcos) \| \| Ergebnis: 0:1 (0:1) \| \| Schiedsrichter: Martins dos Santos \| | \| 4. August 2001 in Vila do Conde (Estádio dos Arcos) \| \| Ergebnis: 0:1 (0:1) \| \| Schiedsrichter: Martins dos Santos \|                                                                                        | FC Porto |
| Boavista Porto                                      | Ricardo – Rui Óscar, Jorge Silva (70. Mário Loja), Pedro Emanuel, William Quevedo – Nuno Frechaut, Glauber (66. Pedro Santos), Martelinho (46. Serginho Baiano), Erwin Sánchez, Duda – Elpídio Silva Cheftrainer: Jaime Pacheco | Sergei Owtschinnikow – Hugo Ibarra, Jorge Costa , Jorge Andrade, Mário Silva – Carlos Paredes, Fredrik Söderström, Nuno Capucho, Deco (86. Rafael), Clayton (69. Rubens Júnior) – Pena Cheftrainer: Octávio Machado | FC Porto |
| Boavista Porto                                      | 0:1 Jorge Andrade (22.) | | FC Porto |
| Boavista Porto                                      | Nuno Frechaut (2.), William Quevedo (68.) | Clayton (24.), Carlos Paredes (34.), Pena (44.), Jorge Andrade (86.), Rubens Júnior (90.) | FC Porto |
| Boavista Porto                                      | Nuno Frechaut (86.) | | FC Porto |
| 4. August 2001 in Vila do Conde (Estádio dos Arcos) | | |          |
| Ergebnis: 0:1 (0:1)                                 | | |          |
| Schiedsrichter: Martins dos Santos                  | | |          |

## 2002
| Sporting Lissabon                              | Sporting Lissabon | Leixões SC | Leixões SC |
| ---------------------------------------------- | --- | --- | ---------- |
| Sporting Lissabon                              | \| 18. August 2002 in Setúbal (Estádio do Bonfim) \| \| Ergebnis: 5:1 (1:0) \| \| Zuschauer: 6.000 \| \| Schiedsrichter: João Ferreira \| | \| 18. August 2002 in Setúbal (Estádio do Bonfim) \| \| Ergebnis: 5:1 (1:0) \| \| Zuschauer: 6.000 \| \| Schiedsrichter: João Ferreira \|                                                                                      | Leixões SC |
| Sporting Lissabon                              | Tiago Ferreira – Pablo Contreras, Hugo, Beto, Rui Jorge (35. César Prates) – Toñito, Paulo Bento , Ricardo Fernandes, Ricardo Quaresma (64. Carlos Martins) – Wital Kutusau, Marius Niculae (58. Danny) Cheftrainer: László Bölöni ( Rumänien) | Rui Marcos – José António, Nuno Silva (46. Marco Aleixo), Sérgio Freitas, Nené – Bruno China, Abílio Novais , Zamorano (59. Nail Beširović), Israel Sousa – Guerra (59. Pedras), Henri Antchouet Cheftrainer: Carlos Carvalhal | Leixões SC |
| Sporting Lissabon                              | 1:0 Ricardo Fernandes (32.) 2:0 Marius Niculae (47.) 3:0 Wital Kutusau (54.) 4:0 Ricardo Fernandes (83.) 5:0 Carlos Martins (87.) | 5:1 Henri Antchouet (90.) | Leixões SC |
| Sporting Lissabon                              | Ricardo Fernandes (45.), Wital Kutusau (58.), César Prates (62.), Carlos Martins (66.), Paulo Bento (74.) | José António (12.), Nuno Silva (14.), Sérgio Freitas (33.), Henri Antchouet (83.), Nail Beširović (85.) | Leixões SC |
| Sporting Lissabon                              | José António (41.) | | Leixões SC |
| Sporting Lissabon                              | Beto (43.) | | Leixões SC |
| 18. August 2002 in Setúbal (Estádio do Bonfim) | | |            |
| Ergebnis: 5:1 (1:0)                            | | |            |
| Zuschauer: 6.000                               | | |            |
| Schiedsrichter: João Ferreira                  | | |            |

## 2003
| FC Porto                                                    | FC Porto | União Leiria | União Leiria |
| ----------------------------------------------------------- | --- | --- | ------------ |
| FC Porto                                                    | \| 10. August 2003 in Guimarães (Estádio Dom Afonso Henriques) \| \| Ergebnis: 1:0 (0:0) \| \| Schiedsrichter: Pedro Proença \| | \| 10. August 2003 in Guimarães (Estádio Dom Afonso Henriques) \| \| Ergebnis: 1:0 (0:0) \| \| Schiedsrichter: Pedro Proença \|                                                                          | União Leiria |
| FC Porto                                                    | Vítor Baía – Paulo Ferreira, Pedro Emanuel, Ricardo Carvalho, Nuno Valente – Pedro Mendes (45. Costinha), Maniche, Deco, Dmitri Alenitschew (87. Ricardo Fernandes) – Benni McCarthy (73. Marco Ferreira), Derlei Cheftrainer: José Mourinho | Helton – Luís Bilro , Gabriel, Paulo Duarte (59. Sérgio Gameiro), João Paulo – Edson Miolo, Caíco, Paulo Gomes – Ludemar (71. Freddy), Roudolphe Douala, Maciel (79. Alhandra) Cheftrainer: Vítor Pontes | União Leiria |
| FC Porto                                                    | 1:0 Costinha (53.) | | União Leiria |
| FC Porto                                                    | Pedro Mendes (10.), Deco (29.) | Paulo Duarte (14.), João Paulo (52.), Paulo Gomes (54.) | União Leiria |
| FC Porto                                                    | João Paulo (70.) | | União Leiria |
| 10. August 2003 in Guimarães (Estádio Dom Afonso Henriques) | | |              |
| Ergebnis: 1:0 (0:0)                                         | | |              |
| Schiedsrichter: Pedro Proença                               | | |              |

## 2004
| FC Porto                                                    | FC Porto | Benfica Lissabon | Benfica Lissabon |
| ----------------------------------------------------------- | --- | --- | ---------------- |
| FC Porto                                                    | \| 20. August 2004 in Guimarães (Estádio Dom Afonso Henriques) \| \| Ergebnis: 1:0 (0:0) \| \| Zuschauer: 22.000 \| \| Schiedsrichter: Carlos Xistra \|                                                                                   | \| 20. August 2004 in Guimarães (Estádio Dom Afonso Henriques) \| \| Ergebnis: 1:0 (0:0) \| \| Zuschauer: 22.000 \| \| Schiedsrichter: Carlos Xistra \|                                                                    | Benfica Lissabon |
| FC Porto                                                    | Vítor Baía – Paulo Ferreira, Pedro Emanuel, Ricardo Costa, Nuno Valente – Hugo Leal, Costinha, Ricardo Quaresma, Diego (21. César Peixoto), Carlos Alberto – Benni McCarthy (76. Hélder Postiga) Cheftrainer: Víctor Fernández ( Spanien) | Quim – Miguel, Argel, Luisão , Manuel dos Santos – Paulo Almeida (65. Bruno Aguiar), Petit, João Pereira (84. Everson), Zlatko Zahovič (59. Azar Karadaş), Simão – Tomo Šokota Cheftrainer: Giovanni Trapattoni ( Italien) | Benfica Lissabon |
| FC Porto                                                    | 1:0 Ricardo Quaresma (55.) | | Benfica Lissabon |
| FC Porto                                                    | Ricardo Quaresma (29.), César Peixoto (42.), Costinha (84.), José Bosingwa (84.) | Luisão (42.), Manuel dos Santos (48.), Zlatko Zahovič (48.), Petit (56.) | Benfica Lissabon |
| 20. August 2004 in Guimarães (Estádio Dom Afonso Henriques) | | |                  |
| Ergebnis: 1:0 (0:0)                                         | | |                  |
| Zuschauer: 22.000                                           | | |                  |
| Schiedsrichter: Carlos Xistra                               | | |                  |

## 2005
| Benfica Lissabon                                | Benfica Lissabon | Vitória Setúbal | Vitória Setúbal |
| ----------------------------------------------- | --- | --- | --------------- |
| Benfica Lissabon                                | \| 13. August 2005 in Faro/Loulé (Estádio Algarve) \| \| Ergebnis: 1:0 (0:0) \| \| Zuschauer: 26.000 \| \| Schiedsrichter: Olegário Benquerença \|                                                                                          | \| 13. August 2005 in Faro/Loulé (Estádio Algarve) \| \| Ergebnis: 1:0 (0:0) \| \| Zuschauer: 26.000 \| \| Schiedsrichter: Olegário Benquerença \| | Vitória Setúbal |
| Benfica Lissabon                                | José Moreira – João Pereira, Anderson Cléber, Luisão , Ricardo Rocha (78. Manuel dos Santos) – Petit, Manuel Fernandes (80. Andrei Karyaka), Beto, Geovanni (69. Hélio Roque), Simão – Nuno Gomes Cheftrainer: Ronald Koeman ( Niederlande) | Marcelo Moretto – Janício Martins, Nandinho, Auri, Nélson Veríssimo – Siramana Dembélé, Bruno Ribeiro (75. Antonio Franja), Ricardo Chaves, Grégory Lacombe (60. Oumar Tchomogo) – Modou Sougou, Heitor (60. Fábio Hempel) Cheftrainer: Luís Norton de Matos | Vitória Setúbal |
| Benfica Lissabon                                | 1:0 Nuno Gomes (51.) | | Vitória Setúbal |
| Benfica Lissabon                                | Siramana Dembélé (35.) | | Vitória Setúbal |
| 13. August 2005 in Faro/Loulé (Estádio Algarve) | | |                 |
| Ergebnis: 1:0 (0:0)                             | | |                 |
| Zuschauer: 26.000                               | | |                 |
| Schiedsrichter: Olegário Benquerença            | | |                 |

## 2006
| FC Porto                                                 | FC Porto | Vitória Setúbal | Vitória Setúbal |
| -------------------------------------------------------- | --- | --- | --------------- |
| FC Porto                                                 | \| 19. August 2006 in Leiria (Estádio Dr. Magalhães Pessoa) \| \| Ergebnis: 3:0 (0:0) \| \| Zuschauer: 8.890 \| \| Schiedsrichter: Pedro Proença \|                                                      | \| 19. August 2006 in Leiria (Estádio Dr. Magalhães Pessoa) \| \| Ergebnis: 3:0 (0:0) \| \| Zuschauer: 8.890 \| \| Schiedsrichter: Pedro Proença \|                                                                  | Vitória Setúbal |
| FC Porto                                                 | Helton – José Bosingwa, Pepe, Marek Čech – Paulo Assunção , Raul Meireles, Ibson, Alan, Anderson (87. Jorginho), Ricardo Quaresma (70. Vieirinha) – Adriano (80. Lisandro López) Cheftrainer: Rui Barros | Marco Tábuas – Janício Martins, Hugo Vieira, Auri, Nandinho – Binho, Adalto (61. Diogo Fonseca), Sandro – Ademar (66. Mário Carlos), Silvestre Varela, Luís Lourenço (74. Marcelo Labarthe) Cheftrainer: Hélio Sousa | Vitória Setúbal |
| FC Porto                                                 | 1:0 Adriano (53.) 2:0 Anderson (74.) 3:0 Vieirinha (89.) | | Vitória Setúbal |
| FC Porto                                                 | Ricardo Quaresma (69.), Paulo Assunção (71.) | Adalto (42.), Hugo Vieira (79.) | Vitória Setúbal |
| 19. August 2006 in Leiria (Estádio Dr. Magalhães Pessoa) | | |                 |
| Ergebnis: 3:0 (0:0)                                      | | |                 |
| Zuschauer: 8.890                                         | | |                 |
| Schiedsrichter: Pedro Proença                            | | |                 |

## 2007
| FC Porto                                                 | FC Porto | Sporting Lissabon | Sporting Lissabon |
| -------------------------------------------------------- | --- | --- | ----------------- |
| FC Porto                                                 | \| 11. August 2007 in Leiria (Estádio Dr. Magalhães Pessoa) \| \| Ergebnis: 0:1 (0:0) \| \| Zuschauer: 21.863 \| \| Schiedsrichter: Bruno Paixão \| | \| 11. August 2007 in Leiria (Estádio Dr. Magalhães Pessoa) \| \| Ergebnis: 0:1 (0:0) \| \| Zuschauer: 21.863 \| \| Schiedsrichter: Bruno Paixão \|                                                                         | Sporting Lissabon |
| FC Porto                                                 | Helton – José Bosingwa, Bruno Alves, Pedro Emanuel , Jorge Fucile – Paulo Assunção (84. Leandro Lima), Raul Meireles (78. Mariano González), Marek Čech (75. Przemysław Kaźmierczak), Anderson, Ricardo Quaresma – Adriano Cheftrainer: Jesualdo Ferreira | Vladimir Stojković – Abel, Tonel, Ânderson Polga, Pedro Silva (10. Ronny) – Miguel Veloso, João Moutinho , Marat Ismailow, Leandro Romagnoli (86. Gladstone) – Derlei (87. Yannick Djaló), Liédson Cheftrainer: Paulo Bento | Sporting Lissabon |
| FC Porto                                                 | 0:1 Marat Ismailow (75.) | | Sporting Lissabon |
| FC Porto                                                 | Paulo Assunção (2.), Pedro Emanuel (11.) | Abel (16.), Ânderson Polga (59.), Liédson (90.) | Sporting Lissabon |
| 11. August 2007 in Leiria (Estádio Dr. Magalhães Pessoa) | | |                   |
| Ergebnis: 0:1 (0:0)                                      | | |                   |
| Zuschauer: 21.863                                        | | |                   |
| Schiedsrichter: Bruno Paixão                             | | |                   |

## 2008
| FC Porto                                        | FC Porto | Sporting Lissabon | Sporting Lissabon |
| ----------------------------------------------- | --- | --- | ----------------- |
| FC Porto                                        | \| 16. August 2008 in Faro/Loulé (Estádio Algarve) \| \| Ergebnis: 0:2 (0:1) \| \| Zuschauer: 23.609 \| \| Schiedsrichter: Carlos Xistra \|                                                                                       | \| 16. August 2008 in Faro/Loulé (Estádio Algarve) \| \| Ergebnis: 0:2 (0:1) \| \| Zuschauer: 23.609 \| \| Schiedsrichter: Carlos Xistra \| | Sporting Lissabon |
| FC Porto                                        | Helton – Cristian Săpunaru, Bruno Alves, Pedro Emanuel, Nelson Benítez – Fredy Guarín (69. Daniel Candeias), Lucho , Raul Meireles, Lisandro López – Cristian Rodríguez, Ernesto Farías (56. Hulk) Cheftrainer: Jesualdo Ferreira | Rui Patrício – Abel, Tonel, Ânderson Polga, Marco Caneira – João Moutinho , Fábio Rochemback, Marat Ismailow (67. Miguel Veloso), Leandro Romagnoli (81. Hélder Postiga) – Yannick Djaló (89. Bruno Pereirinha), Derlei Cheftrainer: Paulo Bento | Sporting Lissabon |
| FC Porto                                        | 0:1 Yannick Djaló (45.) 0:2 Yannick Djaló (57.) | | Sporting Lissabon |
| FC Porto                                        | Nelson Benítez (28.), Lucho (90.), Cristian Rodríguez (90.+4') | Ânderson Polga (9.), Marco Caneira (71.), Miguel Veloso (90.+4') | Sporting Lissabon |
| FC Porto                                        | Lucho verschießt Foulelfmeter (72.) | | Sporting Lissabon |
| 16. August 2008 in Faro/Loulé (Estádio Algarve) | | |                   |
| Ergebnis: 0:2 (0:1)                             | | |                   |
| Zuschauer: 23.609                               | | |                   |
| Schiedsrichter: Carlos Xistra                   | | |                   |

## 2009
| FC Porto                                               | FC Porto | FC Paços de Ferreira | FC Paços de Ferreira |
| ------------------------------------------------------ | --- | --- | -------------------- |
| FC Porto                                               | \| 9. August 2009 in Aveiro (Estádio Municipal de Aveiro) \| \| Ergebnis: 2:0 (0:0) \| \| Zuschauer: 15.722 \| \| Schiedsrichter: Jorge Sousa \|                                                                                               | \| 9. August 2009 in Aveiro (Estádio Municipal de Aveiro) \| \| Ergebnis: 2:0 (0:0) \| \| Zuschauer: 15.722 \| \| Schiedsrichter: Jorge Sousa \|                                                           | FC Paços de Ferreira |
| FC Porto                                               | Helton – Jorge Fucile, Rolando, Bruno Alves , Álvaro Pereira – Fernando, Fernando Belluschi (46. Ernesto Farías), Raul Meireles (90. Fredy Guarín) – Silvestre Varela (74. Tomás Costa), Mariano González, Hulk Cheftrainer: Jesualdo Ferreira | Cássio – Ozéia (82. José Coelho), Baiano, Kelly Berville, Jorginho – Ricardo, Filipe Anunciação (65. Carlitos), Pedrinha (68. William) – Cristiano, Leonel Olímpio, Romeu Torres Cheftrainer: Paulo Sérgio | FC Paços de Ferreira |
| FC Porto                                               | 1:0 Ernesto Farías (59.) 2:0 Bruno Alves (89.) | | FC Paços de Ferreira |
| FC Porto                                               | Álvaro Pereira (44.), Bruno Alves (48.) | Jorginho (36.), Romeu Torres (48.), Leonel Olímpio (56.), Ozéia (72.) | FC Paços de Ferreira |
| 9. August 2009 in Aveiro (Estádio Municipal de Aveiro) | | |                      |
| Ergebnis: 2:0 (0:0)                                    | | |                      |
| Zuschauer: 15.722                                      | | |                      |
| Schiedsrichter: Jorge Sousa                            | | |                      |

## 2010
| Benfica Lissabon                                       | Benfica Lissabon | FC Porto | FC Porto |
| ------------------------------------------------------ | --- | --- | -------- |
| Benfica Lissabon                                       | \| 7. August 2010 in Aveiro (Estádio Municipal de Aveiro) \| \| Ergebnis: 0:2 (0:1) \| \| Zuschauer: 28.000 \| \| Schiedsrichter: João Ferreira \|                                                                           | \| 7. August 2010 in Aveiro (Estádio Municipal de Aveiro) \| \| Ergebnis: 0:2 (0:1) \| \| Zuschauer: 28.000 \| \| Schiedsrichter: João Ferreira \|                                                                                        | FC Porto |
| Benfica Lissabon                                       | Roberto – Rúben Amorim, Luisão (69. Sidnei), David Luiz, César Peixoto – Airton, Carlos Martins, Pablo Aimar (59. Franco Jara), Fábio Coentrão (77. Nicolás Gaitán) – Javier Saviola, Óscar Cardozo Cheftrainer: Jorge Jesus | Helton – Cristian Săpunaru (74. Miguel Lopes), Maicon, Rolando, Álvaro Pereira – Fernando, Fernando Belluschi, João Moutinho (81. Raul Meireles) – Hulk, Silvestre Varela (69. Cristian Rodríguez), Falcao Cheftrainer: André Villas-Boas | FC Porto |
| Benfica Lissabon                                       | 0:1 Rolando (3.) 0:2 Falcao (67.) | | FC Porto |
| Benfica Lissabon                                       | Fábio Coentrão (30.), Luisão (48.), Pablo Aimar (51.), David Luiz (57.), Franco Jara (64.) | Fernando (19.), Álvaro Pereira (56.), João Moutinho (76.), Helton (86.) | FC Porto |
| 7. August 2010 in Aveiro (Estádio Municipal de Aveiro) | | |          |
| Ergebnis: 0:2 (0:1)                                    | | |          |
| Zuschauer: 28.000                                      | | |          |
| Schiedsrichter: João Ferreira                          | | |          |

## 2011
| FC Porto                                               | FC Porto | Vitória Guimarães | Vitória Guimarães |
| ------------------------------------------------------ | --- | --- | ----------------- |
| FC Porto                                               | \| 7. August 2011 in Aveiro (Estádio Municipal de Aveiro) \| \| Ergebnis: 2:1 (2:1) \| \| Zuschauer: 18.303 \| \| Schiedsrichter: Pedro Proença \|                                                                  | \| 7. August 2011 in Aveiro (Estádio Municipal de Aveiro) \| \| Ergebnis: 2:1 (2:1) \| \| Zuschauer: 18.303 \| \| Schiedsrichter: Pedro Proença \|                                                                                              | Vitória Guimarães |
| FC Porto                                               | Helton – Cristian Săpunaru, Maicon, Rolando, Jorge Fucile – Souza, Rúben Micael (66. Fredy Guarín), João Moutinho (85. Fernando Belluschi) – Silvestre Varela (66. Falcao), Kléber, Hulk Cheftrainer: Vítor Pereira | Nilson – Alex , João Paulo, Tiago Targino, Faouzi Abdelghni – Issam El Adoua, Leonel Olímpio (72. João Alves), Jean Barrientos (76. Pedro Mendes) – Tiago Targino, Faouzi Abdelghni (57. Maranhão), Marcelo Toscano Cheftrainer: Manuel Machado | Vitória Guimarães |
| FC Porto                                               | 1:0 Rolando (4.) 2:1 Rolando (41.) | 1:1 Marcelo Toscano (33.) | Vitória Guimarães |
| FC Porto                                               | Jorge Fucile (58.) | João Paulo (64.), Tiago Targino (70.), Mahamadou Ndiaye (73.) | Vitória Guimarães |
| 7. August 2011 in Aveiro (Estádio Municipal de Aveiro) | | |                   |
| Ergebnis: 2:1 (2:1)                                    | | |                   |
| Zuschauer: 18.303                                      | | |                   |
| Schiedsrichter: Pedro Proença                          | | |                   |

## 2012
| FC Porto                                                | FC Porto | Académica de Coimbra | Académica de Coimbra |
| ------------------------------------------------------- | --- | --- | -------------------- |
| FC Porto                                                | \| 11. August 2012 in Aveiro (Estádio Municipal de Aveiro) \| \| Ergebnis: 1:0 (0:0) \| \| Zuschauer: 26.825 \| \| Schiedsrichter: Olegário Benquerença \|                                                                                | \| 11. August 2012 in Aveiro (Estádio Municipal de Aveiro) \| \| Ergebnis: 1:0 (0:0) \| \| Zuschauer: 26.825 \| \| Schiedsrichter: Olegário Benquerença \|                                     | Académica de Coimbra |
| FC Porto                                                | Helton – Miguel Lopes, Maicon, Nicolás Otamendi, Eliaquim Mangala – Fernando, Lucho (86. Silvestre Varela), Steven Defour (57. João Moutinho) – James Rodríguez, Christian Atsu (57. Djalma), Jackson Martínez Cheftrainer: Vítor Pereira | Ricardo – Rodrigo Galo, Reiner Ferreira, João Real, Hélder Cabral – Flávio Ferreira , Makelele, Cleyton – Marinho (87. Magique), Afonso (71. John Ogu), Salim Cissé Cheftrainer: Pedro Emanuel | Académica de Coimbra |
| FC Porto                                                | 1:0 Jackson Martínez (90.) | | Académica de Coimbra |
| FC Porto                                                | Steven Defour (53.), Nicolás Otamendi (88.), Jackson Martínez (90.+1') | Hélder Cabral (60.) | Académica de Coimbra |
| 11. August 2012 in Aveiro (Estádio Municipal de Aveiro) | | |                      |
| Ergebnis: 1:0 (0:0)                                     | | |                      |
| Zuschauer: 26.825                                       | | |                      |
| Schiedsrichter: Olegário Benquerença                    | | |                      |

## 2013
| FC Porto                                                | FC Porto | Vitória Guimarães | Vitória Guimarães |
| ------------------------------------------------------- | --- | --- | ----------------- |
| FC Porto                                                | \| 10. August 2013 in Aveiro (Estádio Municipal de Aveiro) \| \| Ergebnis: 3:0 (3:0) \| \| Zuschauer: 29.100 \| \| Schiedsrichter: Artur Dias \|                                                                            | \| 10. August 2013 in Aveiro (Estádio Municipal de Aveiro) \| \| Ergebnis: 3:0 (3:0) \| \| Zuschauer: 29.100 \| \| Schiedsrichter: Artur Dias \|                                                                                     | Vitória Guimarães |
| FC Porto                                                | Helton – Jorge Fucile, Eliaquim Mangala, Nicolás Otamendi, Alex Sandro – Fernando, Lucho , Steven Defour (76. Juan Quintero) – Silvestre Varela (63. Josué), Jackson Martínez, Licá (87. Kelvin) Cheftrainer: Paulo Fonseca | Douglas – Pedro Correia, Josué Sá, Paulo Oliveira, David Addy – Moreno, André André (76. Ricardo Gomes), Rafael Crivellaro (46. Leonel Olímpio) – Marco Matias, Jean Barrientos, Tomané (46. Moussa Maâzou) Cheftrainer: Rui Vitória | Vitória Guimarães |
| FC Porto                                                | 1:0 Licá (5.) 2:0 Jackson Martínez (17.) 3:0 Lucho (45.) | | Vitória Guimarães |
| FC Porto                                                | Moreno (81.) | | Vitória Guimarães |
| 10. August 2013 in Aveiro (Estádio Municipal de Aveiro) | | |                   |
| Ergebnis: 3:0 (3:0)                                     | | |                   |
| Zuschauer: 29.100                                       | | |                   |
| Schiedsrichter: Artur Dias                              | | |                   |

## 2014
| Benfica Lissabon                                        | Benfica Lissabon | Rio Ave FC | Rio Ave FC |
| ------------------------------------------------------- | --- | --- | ---------- |
| Benfica Lissabon                                        | \| 10. August 2014 in Aveiro (Estádio Municipal de Aveiro) \| \| Ergebnis: 0:0 n. V., 3:2 i. E. \| \| Zuschauer: 29.895 \| \| Schiedsrichter: Duarte Gomes \|                              | \| 10. August 2014 in Aveiro (Estádio Municipal de Aveiro) \| \| Ergebnis: 0:0 n. V., 3:2 i. E. \| \| Zuschauer: 29.895 \| \| Schiedsrichter: Duarte Gomes \|                                                                          | Rio Ave FC |
| Benfica Lissabon                                        | Artur – Maxi Pereira, Luisão , Jardel, Eliseu – Rúben Amorim, Enzo Pérez, Eduardo Salvio (106. Bebé), Talisca (69. Derley), Nicolás Gaitán (100. Ola John) – Lima Cheftrainer: Jorge Jesus | Cássio – Nuno Lopes (80. Alhassan Wakaso), Marcelo, Prince-Désir Gouano, Tiago Pinto – Tarantini , Pedro Moreira (55. Diego Lopes), Filipe Augusto – Ukra, Yonathan Del Valle, Kouka (55. Emmanuel Boateng) Cheftrainer: Pedro Martins | Rio Ave FC |
| Benfica Lissabon                                        | Elfmeterschießen | | Rio Ave FC |
| Benfica Lissabon                                        | Derley 1:1 Lima 2:2 Bebé 3:2 Luisão | Tarantini 0:1 Filipe Augusto 1:2 Ukra Diego Lopes Tiago Pinto | Rio Ave FC |
| Benfica Lissabon                                        | Enzo Pérez (44.) | Tiago Pinto (53.), Filipe Augusto (80.), Diego Lopes (90.), Cássio (110.) | Rio Ave FC |
| 10. August 2014 in Aveiro (Estádio Municipal de Aveiro) | | |            |
| Ergebnis: 0:0 n. V., 3:2 i. E.                          | | |            |
| Zuschauer: 29.895                                       | | |            |
| Schiedsrichter: Duarte Gomes                            | | |            |

## 2015
| Benfica Lissabon                               | Benfica Lissabon | Sporting Lissabon | Sporting Lissabon |
| ---------------------------------------------- | --- | --- | ----------------- |
| Benfica Lissabon                               | \| 9. August 2015 in Faro/Loulé (Estádio Algarve) \| \| Ergebnis: 0:1 (0:0) \| \| Zuschauer: 28.717 \| \| Schiedsrichter: Jorge Sousa \|                                                                                        | \| 9. August 2015 in Faro/Loulé (Estádio Algarve) \| \| Ergebnis: 0:1 (0:0) \| \| Zuschauer: 28.717 \| \| Schiedsrichter: Jorge Sousa \| | Sporting Lissabon |
| Benfica Lissabon                               | Júlio César – Nélson Semedo, Lisandro López, Jardel, Sílvio – Ljubomir Fejsa, Andreas Samaris (72. Konstantinos Mitroglou), Ola John (81. Gonçalo Guedes), Talisca (56. Pizzi), Nicolás Gaitán – Jonas Cheftrainer: Rui Vitória | Rui Patrício – João Pereira, Paulo Oliveira, Naldo, Jefferson – João Mário, Adrien Silva , Bryan Ruiz (86. Rúben Semedo) – André Carrillo (90.+4' Gelson Martins), Islam Slimani, Teófilo Gutiérrez (70. Carlos Mané) Cheftrainer: Jorge Jesus | Sporting Lissabon |
| Benfica Lissabon                               | 0:1 Teófilo Gutiérrez (53.) | | Sporting Lissabon |
| Benfica Lissabon                               | Sílvio (38.), Ljubomir Fejsa (50.), Jonas (61.), Nico Gaitán (76.) | Islam Slimani (17.), Adrien Silva (57.), João Pereira (58.), André Carrillo (63.) | Sporting Lissabon |
| 9. August 2015 in Faro/Loulé (Estádio Algarve) | | |                   |
| Ergebnis: 0:1 (0:0)                            | | |                   |
| Zuschauer: 28.717                              | | |                   |
| Schiedsrichter: Jorge Sousa                    | | |                   |

## 2016
| Benfica Lissabon                                       | Benfica Lissabon | Sporting Braga | Sporting Braga |
| ------------------------------------------------------ | --- | --- | -------------- |
| Benfica Lissabon                                       | \| 7. August 2016 in Aveiro (Estádio Municipal de Aveiro) \| \| Ergebnis: 3:0 (1:0) \| \| Zuschauer: 28.796 \| \| Schiedsrichter: João Capela \| | \| 7. August 2016 in Aveiro (Estádio Municipal de Aveiro) \| \| Ergebnis: 3:0 (1:0) \| \| Zuschauer: 28.796 \| \| Schiedsrichter: João Capela \|                                                                                       | Sporting Braga |
| Benfica Lissabon                                       | Júlio César – Nélson Semedo, Luisão , Victor Lindelöf, Alejandro Grimaldo – Ljubomir Fejsa, André Horta, Pizzi, Franco Cervi (86. Eduardo Salvio) – Konstantinos Mitroglou (68. Raúl Jiménez), Jonas (78. Andreas Samaris) Cheftrainer: Rui Vitória | Carlos Marafona – Baiano, Willy Boly, André Pinto , Marcelo Goiano – Nikola Vukčević, Mauro, Pedro Tiba (65. Wilson Eduardo) – Pedro Santos (88. Djavan), Rafa Silva, Nikola Stojiljković (68. Ahmed Hassan) Cheftrainer: José Peseiro | Sporting Braga |
| Benfica Lissabon                                       | 1:0 Franco Cervi (10.) 2:0 Jonas (75.) 3:0 Pizzi (90.+2') | | Sporting Braga |
| Benfica Lissabon                                       | Nélson Semedo (31.), Álex Grimaldo (53.) | Marcelo Goiano (6.), Willy Boly (72.) | Sporting Braga |
| 7. August 2016 in Aveiro (Estádio Municipal de Aveiro) | | |                |
| Ergebnis: 3:0 (1:0)                                    | | |                |
| Zuschauer: 28.796                                      | | |                |
| Schiedsrichter: João Capela                            | | |                |

## 2017
| Benfica Lissabon                                       | Benfica Lissabon | Vitória Guimarães | Vitória Guimarães |
| ------------------------------------------------------ | --- | --- | ----------------- |
| Benfica Lissabon                                       | \| 5. August 2017 in Aveiro (Estádio Municipal de Aveiro) \| \| Ergebnis: 3:1 (2:1) \| \| Zuschauer: 29.660 \| \| Schiedsrichter: Artur Dias \|                                                                                | \| 5. August 2017 in Aveiro (Estádio Municipal de Aveiro) \| \| Ergebnis: 3:1 (2:1) \| \| Zuschauer: 29.660 \| \| Schiedsrichter: Artur Dias \| | Vitória Guimarães |
| Benfica Lissabon                                       | Bruno Varela – André Almeida, Luisão , Jardel, Alejandro Grimaldo (75. Eliseu) – Ljubomir Fejsa, Pizzi, Eduardo Salvio (65. Filipe Augusto), Franco Cervi – Haris Seferović, Jonas (81. Raúl Jiménez) Cheftrainer: Rui Vitória | Miguel Silva – João Aurélio (80. Xande Silva), Josué Sá , Marcos Valente, João Vigário – Guillermo Celis, Bongani Zungu, Paolo Hurtado (80. Óscar Estupiñán) – Hélder Ferreira (72. Fábio Sturgeon), Rafael Martins, Raphinha Cheftrainer: Pedro Martins | Vitória Guimarães |
| Benfica Lissabon                                       | 1:0 Jonas (6.) 2:0 Haris Seferović (11.) 3:1 Raúl Jiménez (83.) | 2:1 Raphinha (43.) | Vitória Guimarães |
| Benfica Lissabon                                       | Haris Seferović (58.) | Josué Sá (88.), Rafael Martins (90.+2') | Vitória Guimarães |
| 5. August 2017 in Aveiro (Estádio Municipal de Aveiro) | | |                   |
| Ergebnis: 3:1 (2:1)                                    | | |                   |
| Zuschauer: 29.660                                      | | |                   |
| Schiedsrichter: Artur Dias                             | | |                   |

## 2018
| FC Porto                                               | FC Porto | Desportivo Aves | Desportivo Aves |
| ------------------------------------------------------ | --- | --- | --------------- |
| FC Porto                                               | \| 4. August 2018 in Aveiro (Estádio Municipal de Aveiro) \| \| Ergebnis: 3:1 (1:1) \| \| Schiedsrichter: Luís Godinho \| | \| 4. August 2018 in Aveiro (Estádio Municipal de Aveiro) \| \| Ergebnis: 3:1 (1:1) \| \| Schiedsrichter: Luís Godinho \| | Desportivo Aves |
| FC Porto                                               | Iker Casillas – Maxi Pereira, Diogo Leite, Felipe, Alex Telles – Otávio, Héctor Herrera , Sérgio Oliveira, Yacine Brahimi (39. Jesús Corona) – Vincent Aboubakar (75. Tiquinho Soares), André Pereira (71. Óliver Torres) Cheftrainer: Sérgio Conceição | Quentin Beunardeau – Rodrigo Soares, Diego Galo, Jorge Fellipe, Nélson Lenho – Claudio Falcão, Vítor Gomes, Amilton (85. Mama Baldé), Bruno Braga (70. Michel Douglas), Nildo Petrolina (77. Luis Fariña) – Derley Cheftrainer: José Mota | Desportivo Aves |
| FC Porto                                               | 1:1 Yacine Brahimi (25.) 2:1 Maxi Pereira (67.) 3:1 Jesús Corona (84.) | 0:1 Claudio Falcão (14.) | Desportivo Aves |
| FC Porto                                               | Sérgio Oliveira (57.), Jesús Corona (84.) | Nildo Petrolina (27.), Claudio Falcão (36.) | Desportivo Aves |
| 4. August 2018 in Aveiro (Estádio Municipal de Aveiro) | | |                 |
| Ergebnis: 3:1 (1:1)                                    | | |                 |
| Schiedsrichter: Luís Godinho                           | | |                 |

## 2019
| Benfica Lissabon                               | Benfica Lissabon | Sporting Lissabon | Sporting Lissabon |
| ---------------------------------------------- | --- | --- | ----------------- |
| Benfica Lissabon                               | \| 4. August 2019 in Faro/Loulé (Estádio Algarve) \| \| Ergebnis: 5:0 (1:0) \| \| Schiedsrichter: Nuno Almeida \| | \| 4. August 2019 in Faro/Loulé (Estádio Algarve) \| \| Ergebnis: 5:0 (1:0) \| \| Schiedsrichter: Nuno Almeida \| | Sporting Lissabon |
| Benfica Lissabon                               | Odisseas Vlachodimos – Nuno Tavares, Rúben Dias, Ferro, Alejandro Grimaldo – Pizzi (83. Adel Taarabt), Florentino, Gabriel Appelt (82. Chiquinho), Rafa Silva – Haris Seferović, Raúl de Tomás (87. Jota) Cheftrainer: Bruno Lage | Renan Ribeiro – Thierry Correia, Luís Neto, Sebastián Coates (66. Luiz Phellype), Jérémy Mathieu, Marcos Acuña (84. Cristian Borja) – Raphinha, Idrissa Doumbia, Wendel, Bruno Fernandes – Bas Dost (66. Abdoulay Diaby) Cheftrainer: Marcel Keizer ( Niederlande) | Sporting Lissabon |
| Benfica Lissabon                               | 1:0 Rafa Silva (40.) 2:0 Pizzi (60.) 3:0 Alejandro Grimaldo (64.) 4:0 Pizzi (75.) 5:0 Chiquinho (90.) | | Sporting Lissabon |
| Benfica Lissabon                               | Rúben Dias (45.+2'), Alejandro Grimaldo (46.), Ferro (50.), Haris Seferović (70.), Raúl de Tomás (72.) | Marcos Acuña (20.), Idrissa Doumbia (32.), Raphinha (49.), Bruno Fernandes (62.), Sebastián Coates (62.) | Sporting Lissabon |
| Benfica Lissabon                               | Idrissa Doumbia (89.) | | Sporting Lissabon |
| 4. August 2019 in Faro/Loulé (Estádio Algarve) | | |                   |
| Ergebnis: 5:0 (1:0)                            | | |                   |
| Schiedsrichter: Nuno Almeida                   | | |                   |

## 2020
| FC Porto                                                  | FC Porto | Benfica Lissabon | Benfica Lissabon |
| --------------------------------------------------------- | --- | --- | ---------------- |
| FC Porto                                                  | \| 23. Dezember 2020 in Aveiro (Estádio Municipal de Aveiro) \| \| Ergebnis: 2:0 (1:0) \| \| Zuschauer: Unter Ausschluss der Öffentlichkeit \| \| Schiedsrichter: Hugo Miguel \| | \| 23. Dezember 2020 in Aveiro (Estádio Municipal de Aveiro) \| \| Ergebnis: 2:0 (1:0) \| \| Zuschauer: Unter Ausschluss der Öffentlichkeit \| \| Schiedsrichter: Hugo Miguel \|                                                                                                 | Benfica Lissabon |
| FC Porto                                                  | Agustín Marchesín – Wilson Manafá, Chancel Mbemba (76. Diogo Leite), Pepe , Zaidu Sanusi – Jesús Corona (90.+4' Romário Baró), Sérgio Oliveira (89. Marko Grujić), Mateus Uribe, Otávio – Moussa Marega (89. Toni Martínez), Mehdi Taremi (77. Luis Díaz) Cheftrainer: Sérgio Conceição | Odisseas Vlachodimos – Gilberto (89. Nuno Tavares), Nicolás Otamendi , Jan Vertonghen, Alejandro Grimaldo (89. Diogo Gonçalves) – Julian Weigl (89. Pedrinho), Adel Taarabt, Rafa Silva (64. Haris Seferović), Everton – Luca Waldschmidt, Darwin Núñez Cheftrainer: Jorge Jesus | Benfica Lissabon |
| FC Porto                                                  | 1:0 Sérgio Oliveira (25., Elfm.) 2:0 Luis Díaz (90.) | | Benfica Lissabon |
| FC Porto                                                  | Pepe (36.), Sérgio Oliveira (53.), Chancel Mbemba (57.) | Julian Weigl (30.), Haris Seferović (90.+3') | Benfica Lissabon |
| 23. Dezember 2020 in Aveiro (Estádio Municipal de Aveiro) | | |                  |
| Ergebnis: 2:0 (1:0)                                       | | |                  |
| Zuschauer: Unter Ausschluss der Öffentlichkeit            | | |                  |
| Schiedsrichter: Hugo Miguel                               | | |                  |

## 2021
| Sporting Lissabon                                     | Sporting Lissabon | Sporting Braga | Sporting Braga |
| ----------------------------------------------------- | --- | --- | -------------- |
| Sporting Lissabon                                     | \| 31. Juli 2021 in Aveiro (Estádio Municipal de Aveiro) \| \| Ergebnis: 2:1 (2:1) \| \| Zuschauer: 7.710 \| \| Schiedsrichter: João Pinheiro \| | \| 31. Juli 2021 in Aveiro (Estádio Municipal de Aveiro) \| \| Ergebnis: 2:1 (2:1) \| \| Zuschauer: 7.710 \| \| Schiedsrichter: João Pinheiro \| | Sporting Braga |
| Sporting Lissabon                                     | Antonio Adán – Gonçalo Inácio, Sebastián Coates , Zouhair Feddal (80. Matheus Reis) – Ricardo Esgaio – João Palhinha, Matheus Nunes, Nuno Mendes – Pedro Gonçalves (83. Bruno Tabata), Paulinho (69. Tiago Tomás), Jovane Cabral (80. Nuno Santos) Cheftrainer: Rúben Amorim | Matheus – Paulo Oliveira, Raul Silva (46. Vítor Tormena), Nuno Sequeira – Fabiano, Ali Musrati, André Horta (54. Mario González), Galeno (69. Roger Fernandes) – Ricardo Horta , Abel Ruiz (81. Vítor Oliveira), Fransérgio (81. João Novais) Cheftrainer: Carlos Carvalhal | Sporting Braga |
| Sporting Lissabon                                     | 1:1 Jovane Cabral (29.) 2:1 Pedro Gonçalves (43.) | 0:1 Fransérgio (20.) | Sporting Braga |
| Sporting Lissabon                                     | João Palhinha (17.), Pedro Gonçalves (44.), Matheus Nunes (49.) | Fransérgio (45.+2'), Vítor Tormena (62.), Nuno Sequeira (87.), João Novais (90.+1') | Sporting Braga |
| 31. Juli 2021 in Aveiro (Estádio Municipal de Aveiro) | | |                |
| Ergebnis: 2:1 (2:1)                                   | | |                |
| Zuschauer: 7.710                                      | | |                |
| Schiedsrichter: João Pinheiro                         | | |                |

## 2022
| FC Porto                                              | FC Porto | CD Tondela | CD Tondela |
| ----------------------------------------------------- | --- | --- | ---------- |
| FC Porto                                              | \| 30. Juli 2022 in Aveiro (Estádio Municipal de Aveiro) \| \| Ergebnis: 3:0 (2:0) \| \| Zuschauer: 28.805 \| \| Schiedsrichter: Manuel Mota \| | \| 30. Juli 2022 in Aveiro (Estádio Municipal de Aveiro) \| \| Ergebnis: 3:0 (2:0) \| \| Zuschauer: 28.805 \| \| Schiedsrichter: Manuel Mota \| | CD Tondela |
| FC Porto                                              | Agustín Marchesín – João Mário, Iván Marcano, Pepe , Zaidu Sanusi – Mateus Uribe, Marko Grujić (70. Stephen Eustáquio), Danny Loader (70. Galeno) – Pepê (87. Bruno Costa), Evanilson (46. Toni Martínez), Mehdi Taremi (87. Gabriel Veron) Cheftrainer: Sérgio Conceição | Babacar Niasse – Tiago Almeida, Jota Gonçalves (80. Matías Lacava), Marcelo Alves, Manu Hernando, Naoufel Khacef – Telmo Arcanjo (90. Cascavel), Pedro Augusto, Iker Undabarrena (86. Rúben Fonseca), Bebeto – Daniel dos Anjos Cheftrainer: Tozé Marreco | CD Tondela |
| FC Porto                                              | 1:0 Mehdi Taremi (30.) 2:0 Evanilson (33.) 3:0 Mehdi Taremi (82.) | | CD Tondela |
| FC Porto                                              | Mateus Uribe (60.), Marko Grujić (64.), Mehdi Taremi (87.) | Naoufel Khacef (37.), Rafael Barbosa (63.) | CD Tondela |
| 30. Juli 2022 in Aveiro (Estádio Municipal de Aveiro) | | |            |
| Ergebnis: 3:0 (2:0)                                   | | |            |
| Zuschauer: 28.805                                     | | |            |
| Schiedsrichter: Manuel Mota                           | | |            |

## 2023
| Benfica Lissabon                                       | Benfica Lissabon | FC Porto | FC Porto |
| ------------------------------------------------------ | --- | --- | -------- |
| Benfica Lissabon                                       | \| 9. August 2023 in Aveiro (Estádio Municipal de Aveiro) \| \| Ergebnis: 2:0 (0:0) \| \| Zuschauer: 30.300 \| \| Schiedsrichter: Luís Godinho \| | \| 9. August 2023 in Aveiro (Estádio Municipal de Aveiro) \| \| Ergebnis: 2:0 (0:0) \| \| Zuschauer: 30.300 \| \| Schiedsrichter: Luís Godinho \| | FC Porto |
| Benfica Lissabon                                       | Odisseas Vlachodimos – Mihailo Ristić (46. David Jurásek), Nicolás Otamendi , António Silva, Alexander Bah – Orkun Kökçü (70. Florentino), João Neves (75. Chiquinho), João Mário (46. Petar Musa) – Fredrik Aursnes, Ángel Di María (90.+12' Andreas Schjelderup), Rafa Silva Cheftrainer: Roger Schmidt ( Deutschland) | Diogo Costa – Zaidu Sanusi (81. Gonçalo Borges), Iván Marcano, Pepe , Pepê – Galeno, Stephen Eustáquio (65. Romário Baró), Marko Grujić (69. João Mário), Otávio – Mehdi Taremi (81. Fran Navarro), Danny Loader (65. Toni Martínez) Cheftrainer: Sérgio Conceição | FC Porto |
| Benfica Lissabon                                       | 1:0 Ángel Di María (61.) 2:0 Petar Musa (68.) | | FC Porto |
| Benfica Lissabon                                       | Mihailo Ristić (15.), Orkun Kökçü (27.), Alexander Bah (43.), João Neves (49.), Chiquinho (84.), Odysseas Vlachodimos (87.), | Danny Loader (29.), Pepe (33.), Pepê (45.+1'), Stephen Eustáquio (51.), Zaidu Sanusi (55.) | FC Porto |
| Benfica Lissabon                                       | Pepe (90.+1') | | FC Porto |
| 9. August 2023 in Aveiro (Estádio Municipal de Aveiro) | | |          |
| Ergebnis: 2:0 (0:0)                                    | | |          |
| Zuschauer: 30.300                                      | | |          |
| Schiedsrichter: Luís Godinho                           | | |          |

## 2024
| Sporting Lissabon                                      | Sporting Lissabon | FC Porto | FC Porto |
| ------------------------------------------------------ | --- | --- | -------- |
| Sporting Lissabon                                      | \| 3. August 2024 in Aveiro (Estádio Municipal de Aveiro) \| \| Ergebnis: 3:4 (3:3, 1:3) n. V. \| \| Zuschauer: 25.728 \| \| Schiedsrichter: João Pinheiro \| | \| 3. August 2024 in Aveiro (Estádio Municipal de Aveiro) \| \| Ergebnis: 3:4 (3:3, 1:3) n. V. \| \| Zuschauer: 25.728 \| \| Schiedsrichter: João Pinheiro \| | FC Porto |
| Sporting Lissabon                                      | Vladan Kovačević - Eduardo Quaresma, Zeno Debast (90. Ousmane Diomandé), Gonçalo Inácio (101. Iván Fresneda) - Geny Catamo, Morten Hjulmand (103. Rodrigo Ribeiro), Hidemasa Morita (89. Daniel Bragança), Geovany Quenda - Pedro Gonçalves (101. Mateus Fernandes), Francisco Trincão (83. Marcus Edwards), Viktor Gyökeres Cheftrainer: Rúben Amorim | Diogo Costa - Martim Fernandes, Otávio, Zé Pedro, João Mário (63. Stephen Eustáquio) - Alan Varela, Marko Grujić (63. Iván Jaime), Nicolás González (75. Vasco Sousa) - Galeno, Gonçalo Borges (83. Fran Navarro), Danny Namaso (105. David Carmo) Cheftrainer: Vítor Bruno | FC Porto |
| Sporting Lissabon                                      | 1:0 Gonçalo Inácio (6.) 2:0 Pedro Gonçalves (9.) 3:0 Viktor Gyökeres (24.) | 3:1 Galeno (28.) 3:2 Nicolás González (64.) 3:3 Galeno (66.) 3:4 Iván Jaime (101.) | FC Porto |
| Sporting Lissabon                                      | Eduardo Quaresma (72.), Ousmane Diomandé (97.) | Nicolás González (45.), Alan Varela (67.), Otávio (97.) | FC Porto |
| 3. August 2024 in Aveiro (Estádio Municipal de Aveiro) | | |          |
| Ergebnis: 3:4 (3:3, 1:3) n. V.                         | | |          |
| Zuschauer: 25.728                                      | | |          |
| Schiedsrichter: João Pinheiro                          | | |          |